# Az Amerikai Egyesült Államok a 2010. évi téli olimpiai játékokon

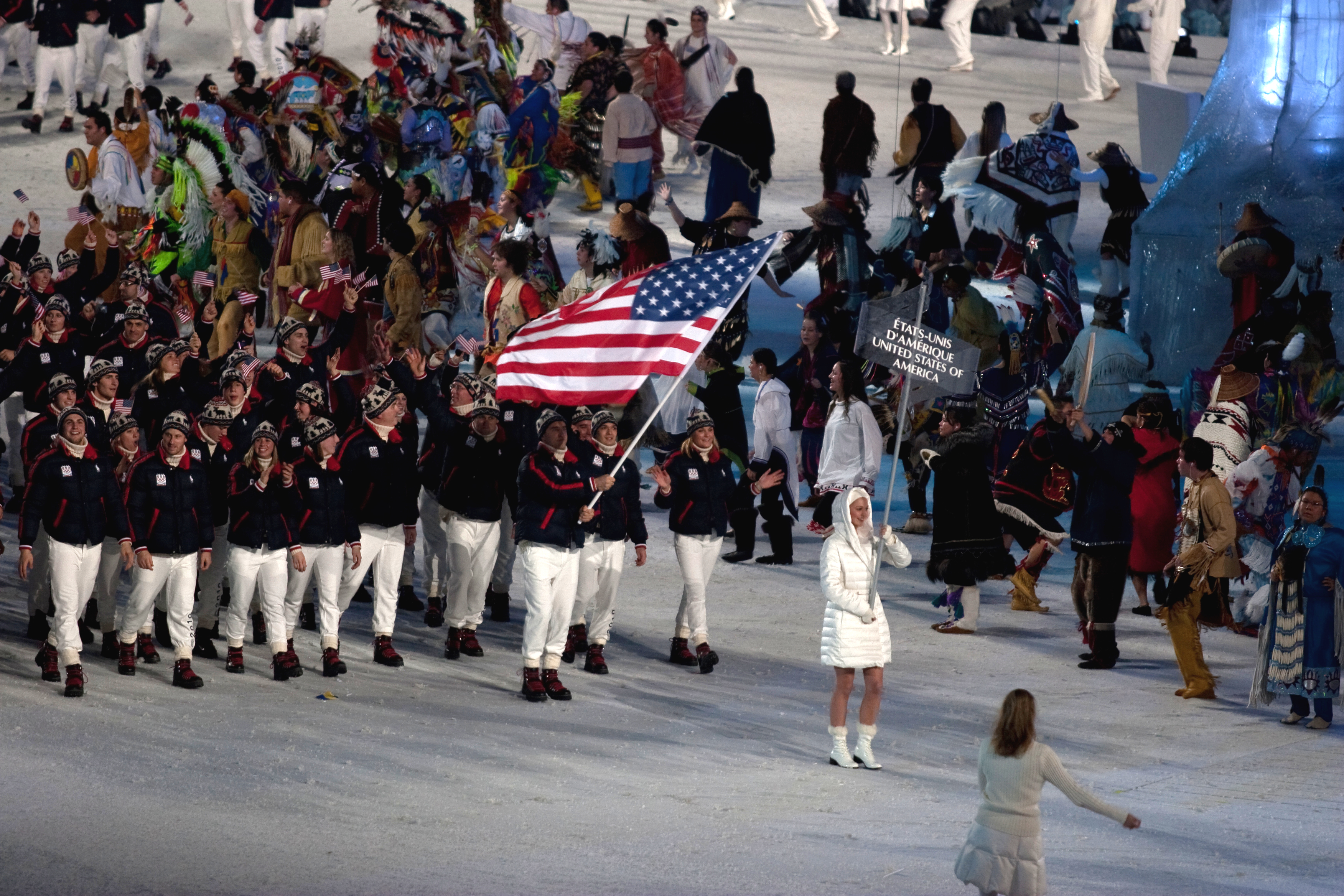
Az Amerikai Egyesült Államok olimpiai küldöttsége a megnyitón

Az Amerikai Egyesült Államok a kanadai Vancouverben megrendezett 2010. évi téli olimpiai játékok egyik részt vevő nemzete volt. Az országot az olimpián 15 sportágban 212 sportoló képviselte, akik összesen 37 érmet szereztek.

## Érmesek
| Érem  | Versenyző | Sportág                    | Versenyszám                  |
| ----- | --- | -------------------------- | ---------------------------- |
| Arany | Bode Miller | Alpesisí                   | Férfi összetett              |
| Arany | Lindsey Vonn | Alpesisí                   | Női lesiklás                 |
| Arany | Steven Holcomb Steve Mesler Curt Tomasevicz Justin Olsen | Bob                        | Férfi négyes                 |
| Arany | Bill Demong | Északi összetett           | Nagysánc + 10 km             |
| Arany | Shani Davis | Gyorskorcsolya             | Férfi 1000 m                 |
| Arany | Evan Lysacek | Műkorcsolya                | Férfi egyéni                 |
| Arany | Hannah Kearney | Síakrobatika               | Női mogul                    |
| Arany | Shaun White | Snowboard                  | Férfi halfpipe               |
| Arany | Seth Wescott | Snowboard                  | Férfi snowboard cross        |
| Ezüst | Bode Miller | Alpesisí                   | Férfi szuperóriás-műlesiklás |
| Ezüst | Julia Mancuso | Alpesisí                   | Női lesiklás                 |
| Ezüst | Julia Mancuso | Alpesisí                   | Női összetett                |
| Ezüst | Johnny Spillane | Északi összetett           | Normálsánc + 10 km           |
| Ezüst | Johnny Spillane | Északi összetett           | Nagysánc + 10 km             |
| Ezüst | Brett Camerota Todd Lodwick Johnny Spillane Bill Demong | Északi összetett           | Csapat                       |
| Ezüst | Shani Davis | Gyorskorcsolya             | Férfi 1500 m                 |
| Ezüst | Chad Hedrick Brian Hansen Jonathan Kuck Trevor Marsicano | Gyorskorcsolya             | Férfi csapatverseny          |
| Ezüst | Nemzeti válogatott Jonathan Quick Tim Thomas Ryan Miller Jack Johnson Tim Gleason Erik Johnson Ryan Whitney Ryan Suter Brian Rafalski Brooks Orpik Zach Parise Ryan Malone Jamie Langenbrunner Joe Pavelski Ryan Kesler Chris Drury Ryan Callahan Paul Stastny Dustin Brown David Backes Bobby Ryan Phil Kessel Patrick Kane                | Jégkorong                  | Férfi                        |
| Ezüst | Nemzeti válogatott Molly Schaus Brianne McLaughlin Jessie Vetter Angela Ruggiero Caitlin Cahow Molly Engstrom Lisa Chesson Kacey Bellamy Kerry Weiland Erika Lawler Karen Thatcher Monique Lamoureux Meghan Duggan Jenny Potter Julie Chu Kelli Stack Jocelyne Lamoureux Gisele Marvin Natalie Darwitz Hilary Knight Jinelle Zaugg-Siergiej | Jégkorong                  | Női                          |
| Ezüst | Meryl Davis Charlie White | Műkorcsolya                | Jégtánc                      |
| Ezüst | Apolo Anton Ohno | Rövidpályás gyorskorcsolya | Férfi 1500 m                 |
| Ezüst | Katherine Reutter | Rövidpályás gyorskorcsolya | Női 1000 m                   |
| Ezüst | Jeret Peterson | Síakrobatika               | Férfi ugrás                  |
| Ezüst | Hannah Teter | Snowboard                  | Női halfpipe                 |
| Bronz | Bode Miller | Alpesisí                   | Férfi lesiklás               |
| Bronz | Andrew Weibrecht | Alpesisí                   | Férfi szuperóriás-műlesiklás |
| Bronz | Lindsey Vonn | Alpesisí                   | Női szuperóriás-műlesiklás   |
| Bronz | Erin Pac Elana Meyers | Bob                        | Női kettes                   |
| Bronz | Chad Hedrick | Gyorskorcsolya             | Férfi 1000 m                 |
| Bronz | Apolo Anton Ohno | Rövidpályás gyorskorcsolya | Férfi 1000 m                 |
| Bronz | J. R. Celski | Rövidpályás gyorskorcsolya | Férfi 1500 m                 |
| Bronz | Apolo Anton Ohno J. R. Celski Jordan Malone Simon Cho Travis Jayner | Rövidpályás gyorskorcsolya | Férfi 5000 m váltó           |
| Bronz | Allison Baver Kimberly Derrick Aly Dudek Lana Gehring Katherine Reutter | Rövidpályás gyorskorcsolya | Női 3000 m váltó             |
| Bronz | Bryon Wilson | Síakrobatika               | Férfi mogul                  |
| Bronz | Shannon Bahrke | Síakrobatika               | Női mogul                    |
| Bronz | Scotty Lago | Snowboard                  | Férfi halfpipe               |
| Bronz | Kelly Clark | Snowboard                  | Női halfpipe                 |

## Alpesisí
Férfi
| Versenyző        | Versenyszám            | 1. futam      | 1. futam      | 2. futam      | 2. futam      | Összesítés | Összesítés |
| Versenyző        | Versenyszám            | Idő           | Hely.         | Idő           | Hely.         | Idő        | Helyezés   |
| ---------------- | ---------------------- | ------------- | ------------- | ------------- | ------------- | ---------- | ---------- |
| Tommy Ford       | Óriás-műlesiklás       | 1:19,10       | 26.           | 1:22,05       | 26.           | 2:41,15    | 26.        |
| Jake Zamansky    | Óriás-műlesiklás       | 1:19,85       | 34.           | 1:22,50       | 29.           | 2:42,35    | 31.        |
| Ted Ligety       | Óriás-műlesiklás       | 1:17,87       | 8.            | 1:21,24       | 15.           | 2:39,11    | 9.         |
| Ted Ligety       | Szuperóriás-műlesiklás |               |               |               |               | 1:31,70    | 19.        |
| Ted Ligety       | Műlesiklás             | nem ért célba | nem ért célba | kiesett       | kiesett       | kiesett    | kiesett    |
| Jimmy Cochran    | Műlesiklás             | 54,94         | 44.           | nem ért célba | nem ért célba | kiesett    | kiesett    |
| Nolan Kasper     | Műlesiklás             | 50,66         | 29.           | 52,51         | 23.           | 1:43,17    | 24.        |
| Bode Miller      | Műlesiklás             | nem ért célba | nem ért célba | kiesett       | kiesett       | kiesett    | kiesett    |
| Bode Miller      | Szuperóriás-műlesiklás |               |               |               |               | 1:30,62    |            |
| Bode Miller      | Óriás-műlesiklás       | nem ért célba | nem ért célba | kiesett       | kiesett       | kiesett    | kiesett    |
| Bode Miller      | Lesiklás               |               |               |               |               | 1:54,40    |            |
| Steve Nyman      | Lesiklás               |               |               |               |               | 1:55,71    | 20.        |
| Marco Sullivan   | Lesiklás               |               |               |               |               | kizárták   | kizárták   |
| Marco Sullivan   | Szuperóriás-műlesiklás |               |               |               |               | 1:32,09    | 23.        |
| Andrew Weibrecht | Szuperóriás-műlesiklás |               |               |               |               | 1:30,65    |            |
| Andrew Weibrecht | Lesiklás               |               |               |               |               | 1:55,74    | 21.        |

| Versenyző        | Versenyszám | Lesiklás | Lesiklás | Műlesiklás | Műlesiklás | Összesítés | Összesítés |
| Versenyző        | Versenyszám | Idő      | Hely.    | Idő        | Hely.      | Idő        | Helyezés   |
| ---------------- | ----------- | -------- | -------- | ---------- | ---------- | ---------- | ---------- |
| Will Brandenburg | Összetett   | 1:56,28  | 27.      | 50,78      | 2.         | 2:47,06    | 10.        |
| Ted Ligety       | Összetett   | 1:55,06  | 15.      | 50,76      | 1.         | 2:45,82    | 5.         |
| Bode Miller      | Összetett   | 1:53,91  | 7.       | 51,01      | 3.         | 2:44,92    |            |
| Andrew Weibrecht | Összetett   | 1:55,23  | 17.      | 52,35      | 19.        | 2:47,58    | 11.        |

Női
| Versenyző        | Versenyszám            | 1. futam      | 1. futam      | 2. futam      | 2. futam      | Összesítés | Összesítés |
| Versenyző        | Versenyszám            | Idő           | Hely.         | Idő           | Hely.         | Idő        | Helyezés   |
| ---------------- | ---------------------- | ------------- | ------------- | ------------- | ------------- | ---------- | ---------- |
| Stacey Cook      | Lesiklás               |               |               |               |               | 1:46,98    | 11.        |
| Alice McKennis   | Lesiklás               |               |               |               |               | kizárták   | kizárták   |
| Julia Mancuso    | Lesiklás               |               |               |               |               | 1:44,75    |            |
| Julia Mancuso    | Óriás-műlesiklás       | 1:16,42       | 18.           | 1:11,24       | 3.            | 2:27,66    | 8.         |
| Julia Mancuso    | Szuperóriás-műlesiklás |               |               |               |               | 1:21,50    | 9.         |
| Chelsea Marshall | Szuperóriás-műlesiklás |               |               |               |               | kiesett    | kiesett    |
| Leanne Smith     | Szuperóriás-műlesiklás |               |               |               |               | 1:23,05    | 19.        |
| Lindsey Vonn     | Szuperóriás-műlesiklás |               |               |               |               | 1:20,88    |            |
| Lindsey Vonn     | Lesiklás               |               |               |               |               | 1:44,19    |            |
| Lindsey Vonn     | Óriás-műlesiklás       | nem ért célba | nem ért célba | kiesett       | kiesett       | kiesett    | kiesett    |
| Lindsey Vonn     | Műlesiklás             | nem ért célba | nem ért célba | kiesett       | kiesett       | kiesett    | kiesett    |
| Hailey Duke      | Műlesiklás             | 54,02         | 32.           | 54,67         | 31.           | 1:48,69    | 30.        |
| Megan McJames    | Műlesiklás             | 54,41         | 35.           | nem ért célba | nem ért célba | kiesett    | kiesett    |
| Megan McJames    | Óriás-műlesiklás       | 1:18,30       | 31.           | 1:14,68       | 33.           | 2:32,98    | 32.        |
| Sarah Schleper   | Óriás-műlesiklás       | 1:16,19       | 14.           | 1:12,17       | 17.           | 2:28,36    | 14.        |
| Sarah Schleper   | Műlesiklás             | 51,83         | 9.            | 54,05         | 28.           | 1:45,88    | 16.        |

| Versenyző         | Versenyszám | Lesiklás | Lesiklás | Műlesiklás    | Műlesiklás    | Összesítés | Összesítés |
| Versenyző         | Versenyszám | Idő      | Hely.    | Idő           | Hely.         | Idő        | Helyezés   |
| ----------------- | ----------- | -------- | -------- | ------------- | ------------- | ---------- | ---------- |
| Julia Mancuso     | Összetett   | 1:24,96  | 3.       | 45,12         | 9.            | 2:10,08    |            |
| Kaylin Richardson | Összetett   | 1:27,64  | 23.      | 45,76         | 14.           | 2:13,40    | 17.        |
| Leanne Smith      | Összetett   | 1:27,27  | 21.      | 46,70         | 20.           | 2:13,97    | 21.        |
| Lindsey Vonn      | Összetett   | 1:24,16  | 1.       | nem ért célba | nem ért célba | kiesett    | kiesett    |

## Biatlon
Férfi
| Versenyző                                             | Versenyszám           | Lövőhiba      | Időeredmény | Helyezés |
| ----------------------------------------------------- | --------------------- | ------------- | ----------- | -------- |
| Lowell Bailey                                         | 10 km sprint          | 0 (0+0)       | 26:26,6     | 36.      |
| Lowell Bailey                                         | 12,5 km üldözőverseny | 3 (0+2+1+0)   | 36:34,0     | 36.      |
| Lowell Bailey                                         | 20 km egyéni          | 4 (0+2+1+1)   | 54:23,1     | 57.      |
| Wynn Roberts                                          | 20 km egyéni          | 8 (3+2+0+3)   | 58:49,2     | 86.      |
| Timothy Burke                                         | 20 km egyéni          | 5 (1+1+0+3)   | 53:22,6     | 45.      |
| Timothy Burke                                         | 12,5 km üldözőverseny | 5 (0+2+1+2)   | 37:26,8     | 46.      |
| Timothy Burke                                         | 15 km tömegrajtos     | 4 (0+0+3+1)   | 36:44,7     | 18.      |
| Timothy Burke                                         | 10 km sprint          | 3 (1+2)       | 26:54,8     | 47.      |
| Jay Hakkinen                                          | 10 km sprint          | 0 (0+0)       | 27:17,4     | 54.      |
| Jay Hakkinen                                          | 20 km egyéni          | 7 (2+1+2+2)   | 57:01,8     | 46.      |
| Jay Hakkinen                                          | 12,5 km üldözőverseny | 6 (1+2+3+0)   | 40:33,2     | 57.      |
| Jeremy Teela                                          | 12,5 km üldözőverseny | 4 (0+0+2+2)   | 35:45,4     | 24.      |
| Jeremy Teela                                          | 10 km sprint          | 2 (1+1)       | 25:21,7     | 9.       |
| Jeremy Teela                                          | 15 km tömegrajtos     | 4 (1+1+0+2)   | 38:36,1     | 29.      |
| Lowell Bailey Jay Hakkinen Timothy Burke Jeremy Teela | 4 × 7,5 km váltó      | 16 (0+2 4+10) | 1:27:58,3   | 13.      |

Női
| Versenyző                                                | Versenyszám         | Lövőhiba     | Időeredmény | Helyezés |
| -------------------------------------------------------- | ------------------- | ------------ | ----------- | -------- |
| Lanny Barnes                                             | 15 km egyéni        | 0 (0+0+0+0)  | 43:31,8     | 23.      |
| Lanny Barnes                                             | 7,5 km sprint       | 1 (1+0)      | 23:26,0     | 78.      |
| Haley Johnson                                            | 7,5 km sprint       | 4 (1+3)      | 23:35,4     | 80.      |
| Haley Johnson                                            | 15 km egyéni        | 4 (2+1+0+1)  | 47:19,4     | 66.      |
| Laura Spector                                            | 15 km egyéni        | 2 (0+0+0+2)  | 47:19,3     | 65.      |
| Laura Spector                                            | 7,5 km sprint       | 2 (1+1)      | 23:18,1     | 77.      |
| Sara Studebaker                                          | 7,5 km sprint       | 1 (0+1)      | 22:05,3     | 45.      |
| Sara Studebaker                                          | 10 km üldözőverseny | 2 (1+0+0+1)  | 35:00,1     | 46.      |
| Sara Studebaker                                          | 15 km egyéni        | 1 (0+0+1+0)  | 44:27,3     | 34.      |
| Sara Studebaker Lanny Barnes Haley Johnson Laura Spector | 4 × 6 km váltó      | 13 (1+8 0+4) | 1:15:47,5   | 17.      |

## Bob
Férfi
| Versenyző                                                   | Versenyszám | 1. futam | 1. futam | 2. futam | 2. futam | 3. futam         | 3. futam         | 4. futam | 4. futam | Összesítés | Összesítés |
| Versenyző                                                   | Versenyszám | Idő      | Hely.    | Idő      | Hely.    | Idő              | Hely.            | Idő      | Hely.    | Idő        | Helyezés   |
| ----------------------------------------------------------- | ----------- | -------- | -------- | -------- | -------- | ---------------- | ---------------- | -------- | -------- | ---------- | ---------- |
| Steven Holcomb Curt Tomasevicz                              | Kettes      | 51,89    | 6.       | 52,04    | 4.       | 51,98            | 7.               | 52,03    | 7.       | 3:27,94    | 6.         |
| John Napier Steve Langton                                   | Kettes      | 52,28    | 12.      | 52,45    | 11.      | 52,31            | 12.              | 52,36    | 10.      | 3:29,40    | 10.        |
| Mike Kohn Nick Cunningham                                   | Kettes      | 52,47    | 16.      | 52,71    | 14.      | 52,25            | 11.              | 52,35    | 9.       | 3:29,78    | 12.        |
| Steven Holcomb Steve Mesler Curt Tomasevicz Justin Olsen    | Négyes      | 50,89    | 1.       | 50,86    | 1.       | 51,19            | 1.               | 51,52    | 3.       | 3:24,46    |            |
| Mike Kohn Nick Cunningham Jamie Moriarty Bill Schuffenhauer | Négyes      | 51,69    | 15.      | 51,42    | 11.*     | 52,10            | 13.              | 52,11    | 13.      | 3:27,32    | 13.        |
| John Napier Chris Fogt Steve Langton Chuck Berkeley         | Négyes      | 51,30    | 7.       | 53,41    | 20.      | nem állt rajthoz | nem állt rajthoz | kiesett  | kiesett  | kiesett    | kiesett    |

Női
| Versenyző                      | Versenyszám | 1. futam | 1. futam | 2. futam | 2. futam | 3. futam | 3. futam | 4. futam | 4. futam | Összesítés | Összesítés |
| Versenyző                      | Versenyszám | Idő      | Hely.    | Idő      | Hely.    | Idő      | Hely.    | Idő      | Hely.    | Idő        | Helyezés   |
| ------------------------------ | ----------- | -------- | -------- | -------- | -------- | -------- | -------- | -------- | -------- | ---------- | ---------- |
| Erin Pac Elana Meyers          | Kettes      | 53,28    | 2.*      | 53,05    | 2.       | 53,29    | 2.       | 53,78    | 8.       | 3:33,40    |            |
| Bree Schaaf Emily Azevedo      | Kettes      | 53,76    | 8.       | 53,33    | 6.       | 53,56    | 6.       | 53,40    | 3.       | 3:34,05    | 5.         |
| Shauna Rohbock Michelle Rzepka | Kettes      | 53,73    | 7.       | 53,36    | 7.       | 53,53    | 5.       | 53,44    | 4.       | 3:34,06    | 6.         |

* - egy másik csapattal azonos időt értek el

## Curling

### Férfi
- John Shuster
- Jason Smith
- Jeff Isaacson
- John Benton
- Chris Plys

#### Eredmények
Csoportkör
| Nemzet           | Szkip          | Gy | V | P+ | P- | Gy end | V end | D end | Saját rabolt endek | Ellenfél rabolt endek | Lökés % |
| ---------------- | -------------- | -- | - | -- | -- | ------ | ----- | ----- | ------------------ | --------------------- | ------- |
| Kanada           | Kevin Martin   | 9  | 0 | 75 | 36 | 36     | 28    | 14    | 2                  | 4                     | 85      |
| Norvégia         | Thomas Ulsrud  | 7  | 2 | 64 | 43 | 40     | 32    | 15    | 7                  | 1                     | 84      |
| Svájc            | Ralph Stöckli  | 6  | 3 | 53 | 45 | 35     | 33    | 20    | 8                  | 9                     | 81      |
| Svédország       | Niklas Edin    | 5  | 4 | 50 | 52 | 34     | 36    | 20    | 6                  | 8                     | 82      |
| Nagy-Britannia   | David Murdoch  | 5  | 4 | 57 | 44 | 35     | 29    | 20    | 9                  | 4                     | 81      |
| Németország      | Andy Kapp      | 4  | 5 | 48 | 60 | 35     | 38    | 11    | 9                  | 8                     | 75      |
| Franciaország    | Thomas Dufour  | 3  | 6 | 31 | 58 | 22     | 34    | 16    | 7                  | 13                    | 73      |
| Kína             | Vang Feng-csun | 2  | 7 | 52 | 60 | 37     | 37    | 9     | 7                  | 5                     | 77      |
| Dánia            | Ulrik Schmidt  | 2  | 7 | 40 | 57 | 31     | 29    | 12    | 6                  | 6                     | 78      |
| Egyesült Államok | John Shuster   | 2  | 7 | 43 | 59 | 32     | 41    | 18    | 9                  | 12                    | 76      |

- február 16., 9:00

| Sheet C            | Sheet C                    | 1 | 2 | 3 | 4 | 5 | 6 | 7 | 8 | 9 | 10 | VE |
| 1. end utolsó köve | Egyesült Államok (Shuster) | 0 | 1 | 0 | 2 | 0 | 0 | 1 | 0 | 1 | X  | 5  |
|                    | Németország (Kapp)         | 1 | 0 | 2 | 0 | 1 | 1 | 0 | 2 | 0 | X  | 7  |

- február 16., 19:00

| Sheet C            | Sheet C                    | 1 | 2 | 3 | 4 | 5 | 6 | 7 | 8 | 9 | 10 | 11 | VE |
| 1. end utolsó köve | Egyesült Államok (Shuster) | 0 | 0 | 0 | 1 | 0 | 0 | 2 | 0 | 2 | 0  | 0  | 5  |
|                    | Norvégia (Ulsrud)          | 0 | 1 | 0 | 0 | 1 | 0 | 0 | 2 | 0 | 1  | 1  | 6  |

- február 17., 14:00

| Sheet B            | Sheet B                    | 1 | 2 | 3 | 4 | 5 | 6 | 7 | 8 | 9 | 10 | 11 | VE |
|                    | Egyesült Államok (Shuster) | 0 | 0 | 0 | 2 | 1 | 1 | 1 | 1 | 0 | 0  | 0  | 6  |
| 1. end utolsó köve | Svájc (Stöckli)            | 2 | 1 | 1 | 0 | 0 | 0 | 0 | 0 | 1 | 1  | 1  | 7  |

- február 18., 9:00

| Sheet A            | Sheet A                    | 1 | 2 | 3 | 4 | 5 | 6 | 7 | 8 | 9 | 10 | 11 | VE |
| 1. end utolsó köve | Dánia (Schmidt)            | 0 | 2 | 0 | 1 | 0 | 0 | 1 | 1 | 0 | 1  | 1  | 7  |
|                    | Egyesült Államok (Shuster) | 1 | 0 | 2 | 0 | 0 | 2 | 0 | 0 | 1 | 0  | 0  | 6  |

- február 19., 14:00

| Sheet C            | Sheet C                    | 1 | 2 | 3 | 4 | 5 | 6 | 7 | 8 | 9 | 10 | VE |
| 1. end utolsó köve | Franciaország (Dufour)     | 0 | 0 | 0 | 1 | 0 | 0 | 2 | 0 | 0 | 0  | 3  |
|                    | Egyesült Államok (Shuster) | 0 | 0 | 0 | 0 | 1 | 0 | 0 | 0 | 2 | 1  | 4  |

- február 20., 9:00

| Sheet D            | Sheet D                    | 1 | 2 | 3 | 4 | 5 | 6 | 7 | 8 | 9 | 10 | 11 | VE |
| 1. end utolsó köve | Svédország (Edin)          | 0 | 0 | 1 | 0 | 2 | 0 | 3 | 0 | 0 | 1  | 0  | 7  |
|                    | Egyesült Államok (Shuster) | 1 | 1 | 0 | 2 | 0 | 1 | 0 | 0 | 2 | 0  | 1  | 8  |

- február 21., 14:00

| Sheet A            | Sheet A                    | 1 | 2 | 3 | 4 | 5 | 6 | 7 | 8 | 9 | 10 | VE |
| 1. end utolsó köve | Egyesült Államok (Shuster) | 0 | 1 | 0 | 0 | 0 | 0 | 0 | 1 | 0 | 0  | 2  |
|                    | Nagy-Britannia (Murdoch)   | 0 | 0 | 0 | 0 | 2 | 1 | 0 | 0 | 0 | 1  | 4  |

- február 22., 9:00

| Sheet B            | Sheet B                    | 1 | 2 | 3 | 4 | 5 | 6 | 7 | 8 | 9 | 10 | VE |
| 1. end utolsó köve | Kanada (Martin)            | 0 | 1 | 0 | 2 | 0 | 1 | 1 | 0 | 2 | X  | 7  |
|                    | Egyesült Államok (Shuster) | 1 | 0 | 1 | 0 | 0 | 0 | 0 | 0 | 0 | X  | 2  |

- február 22., 19:00

| Sheet D            | Sheet D                    | 1 | 2 | 3 | 4 | 5 | 6 | 7 | 8 | 9 | 10 | VE |
| 1. end utolsó köve | Kína (Vang)                | 3 | 0 | 1 | 1 | 0 | 0 | 3 | 0 | 3 | X  | 11 |
|                    | Egyesült Államok (Shuster) | 0 | 2 | 0 | 0 | 1 | 1 | 0 | 1 | 0 | X  | 5  |

| Csapat           | Helyezés |
| ---------------- | -------- |
| Egyesült Államok | 10.      |

### Női
- Debbie Henry-McCormick
- Allison Pottinger
- Nicole Joraanstad
- Natalie Nicholson

#### Eredmények
Csoportkör
| Nemzet           | Szkip               | Gy | V | P+ | P- | Gy end | V end | D end | Saját rabolt endek | Ellenfél rabolt endek | Lökés % |
| ---------------- | ------------------- | -- | - | -- | -- | ------ | ----- | ----- | ------------------ | --------------------- | ------- |
| Kanada           | Cheryl Bernard      | 8  | 1 | 56 | 37 | 27     | 20    | 15    | 5                  | 2                     | 79      |
| Svédország       | Anette Norberg      | 7  | 2 | 46 | 46 | 24     | 19    | 8     | 4                  | 1                     | 77      |
| Kína             | Vang Ping-jü        | 6  | 3 | 61 | 47 | 39     | 37    | 11    | 7                  | 8                     | 74      |
| Svájc            | Mirjam Ott          | 6  | 3 | 63 | 46 | 16     | 17    | 4     | 0                  | 1                     | 77      |
| Dánia            | Angelina Jensen     | 4  | 5 | 49 | 61 | 26     | 35    | 15    | 0                  | 7                     | 69      |
| Németország      | Andrea Schöpp       | 3  | 6 | 52 | 56 | 35     | 40    | 15    | 3                  | 6                     | 75      |
| Japán            | Meguro Moe          | 3  | 6 | 58 | 60 | 15     | 16    | 8     | 3                  | 2                     | 74      |
| Oroszország      | Ljudmila Privivkova | 3  | 6 | 53 | 60 | 31     | 30    | 6     | 4                  | 3                     | 81      |
| Nagy-Britannia   | Eve Muirhead        | 3  | 6 | 49 | 53 | 13     | 11    | 5     | 5                  | 4                     | 74      |
| Egyesült Államok | Debbie McCormick    | 2  | 7 | 38 | 59 | 17     | 18    | 2     | 3                  | 1                     | 75      |

- február 16., 14:00

| Sheet A            | Sheet A                      | 1 | 2 | 3 | 4 | 5 | 6 | 7 | 8 | 9 | 10 | VE |
| 1. end utolsó köve | Egyesült Államok (McCormick) | 1 | 2 | 0 | 1 | 0 | 2 | 0 | 1 | 0 | 0  | 7  |
|                    | Japán (Meguro)               | 0 | 0 | 1 | 0 | 3 | 0 | 3 | 0 | 1 | 1  | 9  |

- február 17., 9:00

| Sheet B            | Sheet B                      | 1 | 2 | 3 | 4 | 5 | 6 | 7 | 8 | 9 | 10 | VE |
| 1. end utolsó köve | Németország (Schöpp)         | 1 | 0 | 0 | 0 | 3 | 0 | 0 | 2 | 0 | 0  | 6  |
|                    | Egyesült Államok (McCormick) | 0 | 0 | 0 | 1 | 0 | 1 | 1 | 0 | 1 | 1  | 5  |

- február 18., 14:00

| Sheet D            | Sheet D                      | 1 | 2 | 3 | 4 | 5 | 6 | 7 | 8 | 9 | 10 | VE |
|                    | Dánia (Jensen)               | 1 | 1 | 0 | 0 | 0 | 1 | 3 | 0 | 1 | 0  | 7  |
| 1. end utolsó köve | Egyesült Államok (McCormick) | 0 | 0 | 2 | 1 | 1 | 0 | 0 | 1 | 0 | 1  | 6  |

- február 19., 9:00

| Sheet B            | Sheet B                      | 1 | 2 | 3 | 4 | 5 | 6 | 7 | 8 | 9 | 10 | VE |
| 1. end utolsó köve | Oroszország (Privivkova)     | 0 | 0 | 0 | 1 | 0 | 0 | 2 | 0 | 1 | 0  | 4  |
|                    | Egyesült Államok (McCormick) | 0 | 0 | 1 | 0 | 2 | 0 | 0 | 1 | 0 | 2  | 6  |

- február 20., 14:00

| Sheet B            | Sheet B                      | 1 | 2 | 3 | 4 | 5 | 6 | 7 | 8 | 9 | 10 | 11 | VE |
|                    | Egyesült Államok (McCormick) | 0 | 0 | 0 | 1 | 1 | 1 | 0 | 0 | 1 | 1  | 1  | 6  |
| 1. end utolsó köve | Nagy-Britannia (Muirhead)    | 1 | 0 | 2 | 0 | 0 | 0 | 2 | 0 | 0 | 0  | 0  | 5  |

- február 21., 9:00

| Sheet C            | Sheet C                      | 1 | 2 | 3 | 4 | 5 | 6 | 7 | 8 | 9 | 10 | VE |
|                    | Kanada (Bernard)             | 0 | 0 | 4 | 0 | 2 | 0 | 3 | X | X | X  | 9  |
| 1. end utolsó köve | Egyesült Államok (McCormick) | 0 | 1 | 0 | 0 | 0 | 1 | 0 | X | X | X  | 2  |

- február 21., 19:00

| Sheet D            | Sheet D                      | 1 | 2 | 3 | 4 | 5 | 6 | 7 | 8 | 9 | 10 | VE |
|                    | Egyesült Államok (McCormick) | 0 | 0 | 1 | 0 | 1 | 0 | 1 | 0 | 0 | X  | 3  |
| 1. end utolsó köve | Svédország (Norberg)         | 1 | 0 | 0 | 2 | 0 | 3 | 0 | 0 | 3 | X  | 9  |

- február 23., 9:00

| Sheet C            | Sheet C                      | 1 | 2 | 3 | 4 | 5 | 6 | 7 | 8 | 9 | 10 | VE |
|                    | Egyesült Államok (McCormick) | 0 | 1 | 1 | 0 | 0 | 2 | 0 | 1 | 0 | 0  | 5  |
| 1. end utolsó köve | Kína (Vang)                  | 1 | 0 | 0 | 2 | 1 | 0 | 1 | 0 | 0 | 1  | 6  |

- február 23., 19:00

| Sheet A            | Sheet A                      | 1 | 2 | 3 | 4 | 5 | 6 | 7 | 8 | 9 | 10 | VE |
|                    | Svájc (Ott)                  | 0 | 0 | 2 | 1 | 3 | 1 | 3 | X | X | X  | 10 |
| 1. end utolsó köve | Egyesült Államok (McCormick) | 1 | 2 | 0 | 0 | 0 | 0 | 0 | X | X | X  | 3  |

| Csapat           | Helyezés |
| ---------------- | -------- |
| Egyesült Államok | 10.      |

## Északi összetett
| Versenyző                                               | Versenyszám        | Síugrás | Síugrás | Síugrás    | Sífutás | Sífutás | Összesítés | Összesítés |
| Versenyző                                               | Versenyszám        | Pont    | Hely.   | Időhátrány | Idő     | Hely.   | Idő        | Helyezés   |
| ------------------------------------------------------- | ------------------ | ------- | ------- | ---------- | ------- | ------- | ---------- | ---------- |
| Brett Camerota                                          | Normálsánc + 10 km | 121,5   | 10.*    | +0:56      | 27:00,6 | 38.     | 27:56,6    | 36.        |
| Bill Demong                                             | Normálsánc + 10 km | 115,5   | 24.*    | +1:20      | 24:45,0 | 3.      | 26:05,0    | 6.         |
| Bill Demong                                             | Nagysánc + 10 km   | 115,5   | 6.      | +0:46      | 24:46,9 | 2.      | 25:32,9    |            |
| Taylor Fletcher                                         | Nagysánc + 10 km   | 38,0    | 46.     | +5:56      | 26:17,5 | 32.     | 32:13,5    | 45.        |
| Todd Lodwick                                            | Nagysánc + 10 km   | 108,7   | 13.*    | +1:13      | 25:30,2 | 14.     | 26:43,2    | 13.        |
| Todd Lodwick                                            | Normálsánc + 10 km | 127,0   | 2.      | +0:34      | 25:14,6 | 11.     | 25:48,6    | 4.         |
| Johnny Spillane                                         | Normálsánc + 10 km | 124,5   | 4.      | +0:44      | 25:03,5 | 6.      | 25:47,5    |            |
| Johnny Spillane                                         | Nagysánc + 10 km   | 118,5   | 2.      | +0:34      | 25:02,9 | 7.      | 25:36,9    |            |
| Brett Camerota Todd Lodwick Johnny Spillane Bill Demong | Csapat             | 505,8   | 2.      | +0:02      | 49:34,8 | 4.      | 49:36,8    |            |

* - egy másik versenyzővel azonos eredményt ért el

## Gyorskorcsolya
Férfi
| Versenyző        | Versenyszám | 1. futam | 1. futam | 2. futam     | 2. futam     | Eredmény | Helyezés |
| Versenyző        | Versenyszám | Idő      | Hely.    | Idő          | Hely.        | Eredmény | Helyezés |
| ---------------- | ----------- | -------- | -------- | ------------ | ------------ | -------- | -------- |
| Ryan Bedford     | 10 000 m    |          |          |              |              | 13:40,20 | 12.      |
| Jonathan Kuck    | 10 000 m    |          |          |              |              | 13:31,78 | 8.       |
| Mitch Whitmore   | 500 m       | 36,734   | 39.      | 36,314       | 34.          | 73,048   | 37.      |
| Tucker Fredricks | 500 m       | 35,218   | 15.      | 35,138       | 9.           | 70,356   | 12.      |
| Shani Davis      | 500 m       | 35,454   | 18.      | visszalépett | visszalépett | kiesett  | kiesett  |
| Shani Davis      | 1000 m      |          |          |              |              | 1:08,94  |          |
| Shani Davis      | 5000 m      |          |          |              |              | 6:28,44  | 12.      |
| Shani Davis      | 1500 m      |          |          |              |              | 1:46,10  |          |
| Brian Hansen     | 1500 m      |          |          |              |              | 1:48,45  | 18.      |
| Chad Hedrick     | 1500 m      |          |          |              |              | 1:46,69  | 6.       |
| Chad Hedrick     | 1000 m      |          |          |              |              | 1:09,32  |          |
| Chad Hedrick     | 5000 m      |          |          |              |              | 6:27,07  | 11.      |
| Trevor Marsicano | 5000 m      |          |          |              |              | 6:30,93  | 14.      |
| Trevor Marsicano | 1500 m      |          |          |              |              | 1:47,84  | 15.      |
| Trevor Marsicano | 1000 m      |          |          |              |              | 1:10,11  | 10.      |
| Nick Pearson     | 1000 m      |          |          |              |              | 1:09,79  | 7.       |
| Nick Pearson     | 500 m       | 35,834   | 25.      | 36,094       | 28.          | 71,928   | 26.      |

Női
| Versenyző               | Versenyszám | 1. futam | 1. futam | 2. futam | 2. futam | Eredmény | Helyezés |
| Versenyző               | Versenyszám | Idő      | Hely.    | Idő      | Hely.    | Eredmény | Helyezés |
| ----------------------- | ----------- | -------- | -------- | -------- | -------- | -------- | -------- |
| Lauren Cholewinski      | 500 m       | 39,514   | 29.      | 39,587   | 32.      | 79,101   | 30.      |
| Elli Ochowicz           | 500 m       | 39,002   | 18.      | 39,048   | 19.      | 78,050   | 17.      |
| Elli Ochowicz           | 1000 m      |          |          |          |          | 1:18,33  | 26.      |
| Rebekah Bradford        | 1000 m      |          |          |          |          | 1:18,788 | 29.      |
| Heather Richardson      | 1000 m      |          |          |          |          | 1:17,37  | 9.       |
| Heather Richardson      | 1500 m      |          |          |          |          | 1:59,56  | 16.      |
| Heather Richardson      | 500 m       | 38,698   | 9.       | 38,477   | 6.       | 77,175   | 6.       |
| Jennifer Rodriguez      | 500 m       | 39,182   | 20.      | 39,281   | 24.      | 78,463   | 21.      |
| Jennifer Rodriguez      | 1000 m      |          |          |          |          | 1:17,08  | 7.       |
| Jennifer Rodriguez      | 1500 m      |          |          |          |          | 2:00,08  | 18.      |
| Catherine Raney-Norman  | 1500 m      |          |          |          |          | 2:03,02  | 31.      |
| Catherine Raney-Norman  | 3000 m      |          |          |          |          | 4:16,59  | 17.      |
| Nancy Swider-Peltz, Jr. | 3000 m      |          |          |          |          | 4:11,16  | 9.       |
| Jilleanne Rookard       | 3000 m      |          |          |          |          | 4:13,05  | 12.      |
| Jilleanne Rookard       | 1500 m      |          |          |          |          | 2:01,95  | 24.      |
| Jilleanne Rookard       | 5000 m      |          |          |          |          | 7:07,48  | 8.       |
| Maria Lamb              | 5000 m      |          |          |          |          | 7:25,15  | 15.      |

Csapatversenyek
| Versenyző                                                                           | Versenyszám | Negyeddöntő                                                                       | Negyeddöntő | Elődöntő                                                                                          | Elődöntő  | Döntő | Döntő                                                                                           | Döntő     | Helyezés |
| Versenyző                                                                           | Versenyszám | Ellenfél Idő                                                                      | Saját idő   | Ellenfél Idő                                                                                      | Saját idő | Típus | Ellenfél Idő                                                                                    | Saját idő | Helyezés |
| ----------------------------------------------------------------------------------- | ----------- | --------------------------------------------------------------------------------- | ----------- | ------------------------------------------------------------------------------------------------- | --------- | ----- | ----------------------------------------------------------------------------------------------- | --------- | -------- |
| Chad Hedrick Brian Hansen Jonathan Kuck Trevor Marsicano                            | Férfi       | Japán (JPN) · Hirako Hiroki · Szugimori Teruhiro · Dedzsima Sigejuki · 3:48,15    | 3:44,25     | Hollandia (NED) · Sven Kramer · Mark Tuitert · Jan Blokhuijsen · 3:43,11                          | 3:42,71   | A     | Kanada (CAN) · Mathieu Giroux · Lucas Makowsky · Denny Morrison · 3:41,37                       | 3:41,58   |          |
| Catherine Raney-Norman Jennifer Rodriguez Jilleanne Rookard Nancy Swider-Peltz, Jr. | Női         | Kanada (CAN) · Kristina Groves · Christine Nesbitt · Brittany Schussler · 3:02,24 | 3:02,19     | Németország (GER) · Daniela Anschütz-Thoms · Stephanie Beckert · Anni Friesinger-Postma · 3:03,55 | 3:03,78   | B     | Lengyelország (POL) · Katarzyna Bachleda-Curuś · Katarzyna Woźniak · Luiza Złotkowska · 3:03,73 | 3:05,30   | 4.       |

## Jégkorong

### Férfi
| Amerikai nemzeti férfi jégkorongcsapat-játékoskeret | Amerikai nemzeti férfi jégkorongcsapat-játékoskeret | Amerikai nemzeti férfi jégkorongcsapat-játékoskeret | Amerikai nemzeti férfi jégkorongcsapat-játékoskeret | Amerikai nemzeti férfi jégkorongcsapat-játékoskeret | Amerikai nemzeti férfi jégkorongcsapat-játékoskeret | Amerikai nemzeti férfi jégkorongcsapat-játékoskeret |
| #                                                   | Név                                                 | Poszt                                               | Magasság                                            | Súly                                                | Kor                                                 | Klub                                                |
| --------------------------------------------------- | --------------------------------------------------- | --------------------------------------------------- | --------------------------------------------------- | --------------------------------------------------- | --------------------------------------------------- | --------------------------------------------------- |
| 29                                                  | Jonathan Quick                                      | K                                                   | 185 cm                                              | 91 kg                                               | 1986. január 21. (24 évesen)                        | Los Angeles Kings                                   |
| 30                                                  | Tim Thomas                                          | K                                                   | 180 cm                                              | 91 kg                                               | 1974. április 15. (35 évesen)                       | Boston Bruins                                       |
| 39                                                  | Ryan Miller                                         | K                                                   | 188 cm                                              | 75 kg                                               | 1980. július 17. (29 évesen)                        | Buffalo Sabres                                      |
| 3                                                   | Jack Johnson                                        | V                                                   | 185 cm                                              | 102 kg                                              | 1987. január 13. (23 évesen)                        | Los Angeles Kings                                   |
| 4                                                   | Tim Gleason                                         | V                                                   | 183 cm                                              | 98 kg                                               | 1983. január 29. (27 évesen)                        | Carolina Hurricanes                                 |
| 6                                                   | Erik Johnson                                        | V                                                   | 193 cm                                              | 107 kg                                              | 1988. március 21. (21 évesen)                       | St. Louis Blues                                     |
| 19                                                  | Ryan Whitney                                        | V                                                   | 190 cm                                              | 95 kg                                               | 1983. február 19. (26 évesen)                       | Anaheim Ducks                                       |
| 20                                                  | Ryan Suter A                                        | V                                                   | 185 cm                                              | 88 kg                                               | 1985. január 21. (25 évesen)                        | Nashville Predators                                 |
| 28                                                  | Brian Rafalski A                                    | V                                                   | 178 cm                                              | 87 kg                                               | 1973. szeptember 28. (36 évesen)                    | Detroit Red Wings                                   |
| 44                                                  | Brooks Orpik                                        | V                                                   | 188 cm                                              | 99 kg                                               | 1980. szeptember 26. (29 évesen)                    | Pittsburgh Penguins                                 |
| 9                                                   | Zach Parise A                                       | T                                                   | 180 cm                                              | 86 kg                                               | 1984. július 28. (25 évesen)                        | New Jersey Devils                                   |
| 12                                                  | Ryan Malone                                         | T                                                   | 193 cm                                              | 102 kg                                              | 1979. december 1. (30 évesen)                       | Tampa Bay Lightning                                 |
| 15                                                  | Jamie Langenbrunner C                               | T                                                   | 185 cm                                              | 91 kg                                               | 1975. július 24. (34 évesen)                        | New Jersey Devils                                   |
| 16                                                  | Joe Pavelski                                        | T                                                   | 180 cm                                              | 88 kg                                               | 1984. július 11. (25 évesen)                        | San Jose Sharks                                     |
| 17                                                  | Ryan Kesler                                         | T                                                   | 188 cm                                              | 92 kg                                               | 1984. augusztus 31. (25 évesen)                     | Vancouver Canucks                                   |
| 23                                                  | Chris Drury                                         | T                                                   | 179 cm                                              | 86 kg                                               | 1976. augusztus 20. (33 évesen)                     | New York Rangers                                    |
| 24                                                  | Ryan Callahan                                       | T                                                   | 180 cm                                              | 84 kg                                               | 1985. március 21. (24 évesen)                       | New York Rangers                                    |
| 26                                                  | Paul Stastny                                        | T                                                   | 183 cm                                              | 93 kg                                               | 1985. december 27. (24 évesen)                      | Colorado Avalanche                                  |
| 32                                                  | Dustin Brown A                                      | T                                                   | 183 cm                                              | 94 kg                                               | 1984. november 4. (25 évesen)                       | Los Angeles Kings                                   |
| 42                                                  | David Backes                                        | T                                                   | 191 cm                                              | 102 kg                                              | 1984. május 1. (25 évesen)                          | St. Louis Blues                                     |
| 54                                                  | Bobby Ryan                                          | T                                                   | 188 cm                                              | 97 kg                                               | 1987. március 17. (22 évesen)                       | Anaheim Ducks                                       |
| 81                                                  | Phil Kessel                                         | T                                                   | 180 cm                                              | 82 kg                                               | 1987. október 2. (22 évesen)                        | Toronto Maple Leafs                                 |
| 88                                                  | Patrick Kane                                        | T                                                   | 178 cm                                              | 81 kg                                               | 1988. november 19. (21 évesen)                      | Chicago Blackhawks                                  |
| Vezetőedző: Ron Wilson                              | Vezetőedző: Ron Wilson                              | Vezetőedző: Ron Wilson                              | Vezetőedző: Ron Wilson                              | Vezetőedző: Ron Wilson                              | 1955. május 28. (54 évesen)                         | 1955. május 28. (54 évesen)                         |

- Posztok rövidítései: K – Kapus, V – Védő, T – Támadó
- Kor: 2010. február 16-i kora

#### Eredmények
Csoportkör
A csoport
| Csapat                 | M | Gy | HGy | HV | V | G+ | G- | Gk  | P |
| ---------------------- | - | -- | --- | -- | - | -- | -- | --- | - |
| Egyesült Államok (USA) | 3 | 3  | 0   | 0  | 0 | 14 | 5  | +9  | 9 |
| Kanada (CAN)           | 3 | 1  | 1   | 0  | 1 | 14 | 7  | +7  | 5 |
| Svájc (SUI)            | 3 | 0  | 1   | 1  | 1 | 8  | 10 | –2  | 3 |
| Norvégia (NOR)         | 3 | 0  | 0   | 1  | 2 | 5  | 19 | –14 | 1 |

| 2010. február 16. 12:00 | Egyesült Államok (USA) | 3–1 (1–0, 2–0, 0–1) | Svájc (SUI) | Canada Hockey Place, Vancouver Nézőszám: 16 706 |

| Jegyzőkönyv | Jegyzőkönyv | Jegyzőkönyv                              | Jegyzőkönyv  | Jegyzőkönyv                                      |
| --- | ----------- | ---------------------------------------- | ------------ | ------------------------------------------------ |
| | Ryan Miller | Kapusok                                  | Jonas Hiller | Játékvezetők: Vjacseszlav Bulanov Dan O’Halloran |
| \| Ryan – 18:59 \| 1–0 \| \| \| Backes – 25:52 \| 2–0 \| \| \| Malone (Suter) (PP) – 28:25 \| 3–0 \| \| \| \| 3–1 \| 49:45 - Wick (Domenichelli, Streit) (PP) \| |             |                                          |              | Játékvezetők: Vjacseszlav Bulanov Dan O’Halloran |
| 4 perc | Büntetések  | 6 perc                                   |              | Játékvezetők: Vjacseszlav Bulanov Dan O’Halloran |
| 24 | Lövések     | 15                                       |              | Játékvezetők: Vjacseszlav Bulanov Dan O’Halloran |
| Ryan – 18:59 | 1–0         |                                          |              | Játékvezetők: Vjacseszlav Bulanov Dan O’Halloran |
| Backes – 25:52 | 2–0         |                                          |              | Játékvezetők: Vjacseszlav Bulanov Dan O’Halloran |
| Malone (Suter) (PP) – 28:25 | 3–0         |                                          |              | Játékvezetők: Vjacseszlav Bulanov Dan O’Halloran |
| | 3–1         | 49:45 - Wick (Domenichelli, Streit) (PP) |              |                                                  |

| 2010. február 18. 12:00 | Egyesült Államok (USA) | 6–1 (2–0, 1–1, 3–0) | Norvégia (NOR) | Canada Hockey Place, Vancouver Nézőszám: 16 710 |

| Jegyzőkönyv | Jegyzőkönyv | Jegyzőkönyv         | Jegyzőkönyv | Jegyzőkönyv                               |
| --- | ----------- | ------------------- | ----------- | ----------------------------------------- |
| | Ryan Miller | Kapusok             | Pål Grotnes | Játékvezetők: Marc Joannette Guy Pellerin |
| \| Kessel (Pavelski, Malone) – 02:39 \| 1–0 \| \| \| Drury (Callahan, Backes) – 13:04 \| 2–0 \| \| \| Kane (Parise) – 25:52 \| 3–0 \| \| \| \| 3–1 \| 28:37 – Holtet (SH) \| \| Malone (J. Johnson, Miller) – 54:19 \| 4–1 \| \| \| Rafalski (Parise, Kessel) (PP) – 57:00 \| 5–1 \| \| \| Rafalski (Suter, Pavelski) – 59:23 \| 6–1 \| \| |             |                     |             | Játékvezetők: Marc Joannette Guy Pellerin |
| 4 perc | Büntetések  | 10 perc             |             | Játékvezetők: Marc Joannette Guy Pellerin |
| 39 | Lövések     | 11                  |             | Játékvezetők: Marc Joannette Guy Pellerin |
| Kessel (Pavelski, Malone) – 02:39 | 1–0         |                     |             | Játékvezetők: Marc Joannette Guy Pellerin |
| Drury (Callahan, Backes) – 13:04 | 2–0         |                     |             | Játékvezetők: Marc Joannette Guy Pellerin |
| Kane (Parise) – 25:52 | 3–0         |                     |             | Játékvezetők: Marc Joannette Guy Pellerin |
| | 3–1         | 28:37 – Holtet (SH) |             |                                           |
| Malone (J. Johnson, Miller) – 54:19 | 4–1         |                     |             |                                           |
| Rafalski (Parise, Kessel) (PP) – 57:00 | 5–1         |                     |             |                                           |
| Rafalski (Suter, Pavelski) – 59:23 | 6–1         |                     |             |                                           |

| 2010. február 21. 16:45 | Kanada (CAN) | 3–5 (1–2, 1–1, 1–2) | Egyesült Államok (USA) | Canada Hockey Place, Vancouver Nézőszám: 18 561 |

| Jegyzőkönyv | Jegyzőkönyv    | Jegyzőkönyv                                  | Jegyzőkönyv | Jegyzőkönyv                                  |
| --- | -------------- | -------------------------------------------- | ----------- | -------------------------------------------- |
| | Martin Brodeur | Kapusok                                      | Ryan Miller | Játékvezetők: Christopher Rooney Brad Watson |
| \| \| 0–1 \| 00:41 – Rafalski (Suter, Langenbrunner) \| \| Staal (Seabrook, Toews) – 08:53 \| 1–1 \| \| \| \| 1–2 \| 09:15 – Rafalski \| \| Heatley (Toews, Weber) – 23:32 \| 2–2 \| \| \| \| 2–3 \| 36:46 – Drury (Ryan, Backes) \| \| \| 2–4 \| 47:09 – Langenbrunner (Rafalski, Suter) (PP) \| \| Crosby (Nash, Keith) (PP) – 56:51 \| 3–4 \| \| \| \| 3–5 \| 59:15 – Kesler (Parise) (EN) \| |                |                                              |             | Játékvezetők: Christopher Rooney Brad Watson |
| 8 perc | Büntetések     | 6 perc                                       |             | Játékvezetők: Christopher Rooney Brad Watson |
| 45 | Lövések        | 23                                           |             | Játékvezetők: Christopher Rooney Brad Watson |
| | 0–1            | 00:41 – Rafalski (Suter, Langenbrunner)      |             | Játékvezetők: Christopher Rooney Brad Watson |
| Staal (Seabrook, Toews) – 08:53 | 1–1            |                                              |             | Játékvezetők: Christopher Rooney Brad Watson |
| | 1–2            | 09:15 – Rafalski                             |             | Játékvezetők: Christopher Rooney Brad Watson |
| Heatley (Toews, Weber) – 23:32 | 2–2            |                                              |             |                                              |
| | 2–3            | 36:46 – Drury (Ryan, Backes)                 |             |                                              |
| | 2–4            | 47:09 – Langenbrunner (Rafalski, Suter) (PP) |             |                                              |
| Crosby (Nash, Keith) (PP) – 56:51 | 3–4            |                                              |             |                                              |
| | 3–5            | 59:15 – Kesler (Parise) (EN)                 |             |                                              |

Negyeddöntő
| 2010. február 24. 12:00 | Egyesült Államok (USA) | 2–0 (0–0, 0–0, 2–0) | Svájc (SUI) | Canada Hockey Place, Vancouver Nézőszám: 17 536 |

| Jegyzőkönyv                                                                                 | Jegyzőkönyv | Jegyzőkönyv | Jegyzőkönyv  | Jegyzőkönyv                              |
| ------------------------------------------------------------------------------------------- | ----------- | ----------- | ------------ | ---------------------------------------- |
|                                                                                             | Ryan Miller | Kapusok     | Jonas Hiller | Játékvezetők: Paul Devorski Ország Péter |
| \| Parise (Rafalski, Stastny) (PP) – 42:08 \| 1–0 \| \| \| Parise (EN) – 59:48 \| 2–0 \| \| |             |             |              | Játékvezetők: Paul Devorski Ország Péter |
| 6 perc                                                                                      | Büntetések  | 8 perc      |              | Játékvezetők: Paul Devorski Ország Péter |
| 44                                                                                          | Lövések     | 19          |              | Játékvezetők: Paul Devorski Ország Péter |
| Parise (Rafalski, Stastny) (PP) – 42:08                                                     | 1–0         |             |              | Játékvezetők: Paul Devorski Ország Péter |
| Parise (EN) – 59:48                                                                         | 2–0         |             |              | Játékvezetők: Paul Devorski Ország Péter |

Elődöntő
| 2010. február 26. 12:00 | Egyesült Államok (USA) | 6–1 (6–0, 0–0, 0–1) | Finnország (FIN) | Canada Hockey Place, Vancouver Nézőszám: 17 602 |

| Jegyzőkönyv | Jegyzőkönyv                                  | Jegyzőkönyv                      | Jegyzőkönyv                                             | Jegyzőkönyv                                    |
| --- | -------------------------------------------- | -------------------------------- | ------------------------------------------------------- | ---------------------------------------------- |
| | Ryan Miller (le 48:29) Tim Thomas (be 48:29) | Kapusok                          | Miikka Kiprusoff (le 10:08) Niklas Bäckström (be 10:08) | Játékvezetők: Dan O’Halloran Marcus Vinnerborg |
| \| Malone – 02:04 \| 1–0 \| \| \| Parise (Stastny, Rafalski) (PP) – 06:22 \| 2–0 \| \| \| E. Johnson (Pavelski, Malone) (PP) – 08:36 \| 3–0 \| \| \| Kane – 10:08 \| 4–0 \| \| \| Kane (Rafalski) – 12:31 \| 5–0 \| \| \| Stastny (Langenbrunner, Parise) – 12:46 \| 6–0 \| \| \| \| 6–1 \| 54:46 – Miettinen (Lepistö) (PP) \| |                                              |                                  |                                                         | Játékvezetők: Dan O’Halloran Marcus Vinnerborg |
| 6 perc | Büntetések                                   | 20 perc                          |                                                         | Játékvezetők: Dan O’Halloran Marcus Vinnerborg |
| 25 | Lövések                                      | 25                               |                                                         | Játékvezetők: Dan O’Halloran Marcus Vinnerborg |
| Malone – 02:04 | 1–0                                          |                                  |                                                         | Játékvezetők: Dan O’Halloran Marcus Vinnerborg |
| Parise (Stastny, Rafalski) (PP) – 06:22 | 2–0                                          |                                  |                                                         | Játékvezetők: Dan O’Halloran Marcus Vinnerborg |
| E. Johnson (Pavelski, Malone) (PP) – 08:36 | 3–0                                          |                                  |                                                         | Játékvezetők: Dan O’Halloran Marcus Vinnerborg |
| Kane – 10:08 | 4–0                                          |                                  |                                                         |                                                |
| Kane (Rafalski) – 12:31 | 5–0                                          |                                  |                                                         |                                                |
| Stastny (Langenbrunner, Parise) – 12:46 | 6–0                                          |                                  |                                                         |                                                |
| | 6–1                                          | 54:46 – Miettinen (Lepistö) (PP) |                                                         |                                                |

Döntő
| 2010. február 28. 12:15 | Egyesült Államok (USA) | 2–3 (h.u.) (0–1, 1–1, 1–0) (h.u.: 0–1) | Kanada (CAN) | Canada Hockey Place, Vancouver Nézőszám: 17 748 |

| Jegyzőkönyv | Jegyzőkönyv | Jegyzőkönyv                    | Jegyzőkönyv    | Jegyzőkönyv                                |
| --- | ----------- | ------------------------------ | -------------- | ------------------------------------------ |
| | Ryan Miller | Kapusok                        | Roberto Luongo | Játékvezetők: Bill McCreary Dan O’Halloran |
| \| \| 0–1 \| 12:50 – Toews (Richards) \| \| \| 0–2 \| 27:13 – Perry (Getzlaf, Keith) \| \| Kesler (Kane) – 32:44 \| 1–2 \| \| \| Parise (Langenbrunner, Kane) – 59:35 \| 2–2 \| \| \| \| 2–3 \| 67:40 – Crosby (Iginla) \| |             |                                |                | Játékvezetők: Bill McCreary Dan O’Halloran |
| 4 perc | Büntetések  | 4 perc                         |                | Játékvezetők: Bill McCreary Dan O’Halloran |
| 36 | Lövések     | 39                             |                | Játékvezetők: Bill McCreary Dan O’Halloran |
| | 0–1         | 12:50 – Toews (Richards)       |                | Játékvezetők: Bill McCreary Dan O’Halloran |
| | 0–2         | 27:13 – Perry (Getzlaf, Keith) |                | Játékvezetők: Bill McCreary Dan O’Halloran |
| Kesler (Kane) – 32:44 | 1–2         |                                |                | Játékvezetők: Bill McCreary Dan O’Halloran |
| Parise (Langenbrunner, Kane) – 59:35 | 2–2         |                                |                |                                            |
| | 2–3         | 67:40 – Crosby (Iginla)        |                |                                            |

| Csapat                 | Helyezés |
| ---------------------- | -------- |
| Egyesült Államok (USA) |          |

### Női
| Amerikai nemzeti női jégkorongcsapat-játékoskeret | Amerikai nemzeti női jégkorongcsapat-játékoskeret | Amerikai nemzeti női jégkorongcsapat-játékoskeret | Amerikai nemzeti női jégkorongcsapat-játékoskeret | Amerikai nemzeti női jégkorongcsapat-játékoskeret | Amerikai nemzeti női jégkorongcsapat-játékoskeret | Amerikai nemzeti női jégkorongcsapat-játékoskeret |
| #                                                 | Név                                               | Poszt                                             | Magasság                                          | Súly                                              | Kor                                               | Klub                                              |
| ------------------------------------------------- | ------------------------------------------------- | ------------------------------------------------- | ------------------------------------------------- | ------------------------------------------------- | ------------------------------------------------- | ------------------------------------------------- |
| 1                                                 | Molly Schaus                                      | K                                                 | 174 cm                                            | 67 kg                                             | 1988. július 29. (21 évesen)                      | Boston Eagles                                     |
| 29                                                | Brianne McLaughlin                                | K                                                 | 174 cm                                            | 59 kg                                             | 1987. június 20. (22 évesen)                      | Robert Morris Colonials                           |
| 31                                                | Jessie Vetter                                     | K                                                 | 174 cm                                            | 77 kg                                             | 1985. december 19. (24 évesen)                    | Wisconsin Badgers                                 |
| 4                                                 | Angela Ruggiero A                                 | V                                                 | 175 cm                                            | 87 kg                                             | 1980. január 3. (30 évesen)                       | Harvard Crimson                                   |
| 8                                                 | Caitlin Cahow                                     | V                                                 | 163 cm                                            | 71 kg                                             | 1985. május 20. (24 évesen)                       | Harvard Crimson                                   |
| 9                                                 | Molly Engstrom                                    | V                                                 | 175 cm                                            | 81 kg                                             | 1983. március 1. (26 évesen)                      | Wisconsin Badgers                                 |
| 11                                                | Lisa Chesson                                      | V                                                 | 169 cm                                            | 69 kg                                             | 1986. augusztus 18. (23 évesen)                   | Ohio State Buckeyes                               |
| 22                                                | Kacey Bellamy                                     | V                                                 | 174 cm                                            | 65 kg                                             | 1987. április 22. (22 évesen)                     | New Hampshire Wildcats                            |
| 23                                                | Kerry Weiland                                     | V                                                 | 163 cm                                            | 64 kg                                             | 1980. október 18. (29 évesen)                     | Wisconsin Badgers                                 |
| 2                                                 | Erika Lawler                                      | T                                                 | 152 cm                                            | 59 kg                                             | 1987. február 5. (23 évesen)                      | Wisconsin Badgers                                 |
| 5                                                 | Karen Thatcher                                    | T                                                 | 174 cm                                            | 74 kg                                             | 1984. február 29. (25 évesen)                     | Providence Friars                                 |
| 7                                                 | Monique Lamoureux                                 | T                                                 | 168 cm                                            | 71 kg                                             | 1989. július 3. (20 évesen)                       | North Dakota Fighting Sioux                       |
| 10                                                | Meghan Duggan                                     | T                                                 | 175 cm                                            | 74 kg                                             | 1987. szeptember 3. (22 évesen)                   | Wisconsin Badgers                                 |
| 12                                                | Jenny Potter A                                    | T                                                 | 163 cm                                            | 66 kg                                             | 1979. január 12. (31 évesen)                      | Minnesota Golden Gophers                          |
| 13                                                | Julie Chu A                                       | T                                                 | 174 cm                                            | 67 kg                                             | 1982. március 13. (27 évesen)                     | Harvard Crimson                                   |
| 16                                                | Kelli Stack                                       | T                                                 | 165 cm                                            | 59 kg                                             | 1988. január 13. (22 évesen)                      | Boston Eagles                                     |
| 17                                                | Jocelyne Lamoureux                                | T                                                 | 168 cm                                            | 70 kg                                             | 1989. július 3. (20 évesen)                       | North Dakota Fighting Sioux                       |
| 19                                                | Gisele Marvin                                     | T                                                 | 174 cm                                            | 75 kg                                             | 1987. március 7. (22 évesen)                      | Minnesota Golden Gophers                          |
| 20                                                | Natalie Darwitz C                                 | T                                                 | 160 cm                                            | 62 kg                                             | 1983. október 13. (26 évesen)                     | Minnesota Golden Gophers                          |
| 21                                                | Hilary Knight                                     | T                                                 | 178 cm                                            | 78 kg                                             | 1989. július 12. (20 évesen)                      | Wisconsin Badgers                                 |
| 27                                                | Jinelle Zaugg-Siergiej                            | T                                                 | 183 cm                                            | 82 kg                                             | 1986. március 27. (23 évesen)                     | Wisconsin Badgers                                 |
| Vezetőedző: Mark Johnson                          | Vezetőedző: Mark Johnson                          | Vezetőedző: Mark Johnson                          | Vezetőedző: Mark Johnson                          | Vezetőedző: Mark Johnson                          | 1957. szeptember 22. (52 évesen)                  | 1957. szeptember 22. (52 évesen)                  |

- Posztok rövidítései: K – Kapus, V – Védő, T – Támadó
- Kor: 2010. február 16-i kora

#### Eredmények
Csoportkör
B csoport
| Csapat                 | M | Gy | HGy | HV | V | G+ | G- | Gk  | P |
| ---------------------- | - | -- | --- | -- | - | -- | -- | --- | - |
| Egyesült Államok (USA) | 3 | 3  | 0   | 0  | 0 | 31 | 1  | +30 | 9 |
| Finnország (FIN)       | 3 | 2  | 0   | 0  | 1 | 7  | 8  | –1  | 6 |
| Oroszország (RUS)      | 3 | 1  | 0   | 0  | 2 | 3  | 19 | –16 | 3 |
| Kína (CHN)             | 3 | 0  | 0   | 0  | 3 | 3  | 16 | –13 | 0 |

| 2010. február 14. 12:00 | Egyesült Államok (USA) | 12–1 (5–0, 3–0, 4–1) | Kína (CHN) | UBC Winter Sports Centre, Vancouver Nézőszám: 5278 |

| Jegyzőkönyv | Jegyzőkönyv                                           | Jegyzőkönyv                  | Jegyzőkönyv | Jegyzőkönyv              |
| --- | ----------------------------------------------------- | ---------------------------- | ----------- | ------------------------ |
| | Molly Schaus (le 52:00) Brianne McLaughlin (be 52:00) | Kapusok                      | Si Jao      | Játékvezető: Ulla Sipilä |
| \| Ruggiero – 02:50 \| 1–0 \| \| \| Stack (Chu) – 09:56 \| 2–0 \| \| \| Potter (M. Lamoureux) – 14:22 \| 3–0 \| \| \| Duggan (Stack, Darwitz) (PP) – 17:40 \| 4–0 \| \| \| Potter (Knight, M. Lamoureux) – 18:01 \| 5–0 \| \| \| Potter (Engstrom, Chesson) (PP) – 21:18 \| 6–0 \| \| \| Chesson (Marvin, Chu) – 23:46 \| 7–0 \| \| \| J. Lamoureux (Thatcher) – 39:39 \| 8–0 \| \| \| Duggan (Marvin, Potter) – 43:59 \| 9–0 \| \| \| Engstrom (Potter, M. Lamoureux) – 50:43 \| 10–0 \| \| \| Darwitz (M. Lamoureux, Weiland) – 54:43 \| 11–0 \| \| \| \| 11–1 \| 57:39 – Csin (Ma, Szun) (PP) \| \| Chu (Darwitz) – 59:21 \| 12–1 \| \| |                                                       |                              |             | Játékvezető: Ulla Sipilä |
| 8 perc | Büntetések                                            | 12 perc                      |             | Játékvezető: Ulla Sipilä |
| 61 | Lövések                                               | 7                            |             | Játékvezető: Ulla Sipilä |
| Ruggiero – 02:50 | 1–0                                                   |                              |             | Játékvezető: Ulla Sipilä |
| Stack (Chu) – 09:56 | 2–0                                                   |                              |             | Játékvezető: Ulla Sipilä |
| Potter (M. Lamoureux) – 14:22 | 3–0                                                   |                              |             | Játékvezető: Ulla Sipilä |
| Duggan (Stack, Darwitz) (PP) – 17:40 | 4–0                                                   |                              |             |                          |
| Potter (Knight, M. Lamoureux) – 18:01 | 5–0                                                   |                              |             |                          |
| Potter (Engstrom, Chesson) (PP) – 21:18 | 6–0                                                   |                              |             |                          |
| Chesson (Marvin, Chu) – 23:46 | 7–0                                                   |                              |             |                          |
| J. Lamoureux (Thatcher) – 39:39 | 8–0                                                   |                              |             |                          |
| Duggan (Marvin, Potter) – 43:59 | 9–0                                                   |                              |             |                          |
| Engstrom (Potter, M. Lamoureux) – 50:43 | 10–0                                                  |                              |             |                          |
| Darwitz (M. Lamoureux, Weiland) – 54:43 | 11–0                                                  |                              |             |                          |
| | 11–1                                                  | 57:39 – Csin (Ma, Szun) (PP) |             |                          |
| Chu (Darwitz) – 59:21 | 12–1                                                  |                              |             |                          |

| 2010. február 16. 14:30 | Oroszország (RUS) | 0–13 (0–5, 0–7, 0–1) | Egyesült Államok (USA) | UBC Winter Sports Centre, Vancouver Nézőszám: 5365 |

| Jegyzőkönyv | Jegyzőkönyv                                          | Jegyzőkönyv                                | Jegyzőkönyv   | Jegyzőkönyv                  |
| --- | ---------------------------------------------------- | ------------------------------------------ | ------------- | ---------------------------- |
| | Anna Prugova (le 31:00) Marija Onolbajeva (be 31:00) | Kapusok                                    | Jessie Vetter | Játékvezető: Nicole Hertrich |
| \| \| 0–1 \| 02:19 – M. Lamoureux (J. Lamoureux, Stack) \| \| \| 0–2 \| 05:48 – Potter (Knight) (SH) \| \| \| 0–3 \| 09:54 – Thatcher (Potter, Knight) \| \| \| 0–4 \| 12:57 – Cahow (Stack, Darwitz) (PP) \| \| \| 0–5 \| 15:56 – Potter (Knight) (PP) \| \| \| 0–6 \| 20:34 – Ruggiero (Chu, Darwitz) (PP) \| \| \| 0–7 \| 23:16 – Stack (M. Lamoureux) (PP) \| \| \| 0–8 \| 26:01 – J. Lamoureux (Darwitz) \| \| \| 0–9 \| 27:50 – Darwitz (Cahow) (PP) \| \| \| 0–10 \| 31:00 – Darwitz (Knight) (SH) \| \| \| 0–11 \| 31:46 – Potter (Thatcher, Bellamy) \| \| \| 0–12 \| 33:32 – Engstrom (Chesson) (PP) \| \| \| 0–13 \| 41:05 – Chesson (Stack) (PP) \| |                                                      |                                            |               | Játékvezető: Nicole Hertrich |
| 16 perc | Büntetések                                           | 10 perc                                    |               | Játékvezető: Nicole Hertrich |
| 7 | Lövések                                              | 34                                         |               | Játékvezető: Nicole Hertrich |
| | 0–1                                                  | 02:19 – M. Lamoureux (J. Lamoureux, Stack) |               | Játékvezető: Nicole Hertrich |
| | 0–2                                                  | 05:48 – Potter (Knight) (SH)               |               | Játékvezető: Nicole Hertrich |
| | 0–3                                                  | 09:54 – Thatcher (Potter, Knight)          |               | Játékvezető: Nicole Hertrich |
| | 0–4                                                  | 12:57 – Cahow (Stack, Darwitz) (PP)        |               |                              |
| | 0–5                                                  | 15:56 – Potter (Knight) (PP)               |               |                              |
| | 0–6                                                  | 20:34 – Ruggiero (Chu, Darwitz) (PP)       |               |                              |
| | 0–7                                                  | 23:16 – Stack (M. Lamoureux) (PP)          |               |                              |
| | 0–8                                                  | 26:01 – J. Lamoureux (Darwitz)             |               |                              |
| | 0–9                                                  | 27:50 – Darwitz (Cahow) (PP)               |               |                              |
| | 0–10                                                 | 31:00 – Darwitz (Knight) (SH)              |               |                              |
| | 0–11                                                 | 31:46 – Potter (Thatcher, Bellamy)         |               |                              |
| | 0–12                                                 | 33:32 – Engstrom (Chesson) (PP)            |               |                              |
| | 0–13                                                 | 41:05 – Chesson (Stack) (PP)               |               |                              |

| 2010. február 18. 14:30 | Egyesült Államok (USA) | 6–0 (4–0, 1–0, 1–0) | Finnország (FIN) | UBC Winter Sports Centre, Vancouver Nézőszám: 5398 |

| Jegyzőkönyv | Jegyzőkönyv   | Jegyzőkönyv | Jegyzőkönyv | Jegyzőkönyv            |
| --- | ------------- | ----------- | ----------- | ---------------------- |
| | Jessie Vetter | Kapusok     | Noora Räty  | Játékvezető: Aina Høve |
| \| Chu (Ruggiero) – 08:08 \| 1–0 \| \| \| Engstrom (M. Lamoureux) (PP) – 10:47 \| 2–0 \| \| \| Duggan (Darwitz, Marvin) – 11:29 \| 3–0 \| \| \| Darwitz (Engstrom, Chesson) – 18:03 \| 4–0 \| \| \| Knight (Darwitz) – 31:48 \| 5–0 \| \| \| Thatcher (J. Lamoureux, Ruggiero) – 58:22 \| 6–0 \| \| |               |             |             | Játékvezető: Aina Høve |
| 12 perc | Büntetések    | 6 perc      |             | Játékvezető: Aina Høve |
| 42 | Lövések       | 23          |             | Játékvezető: Aina Høve |
| Chu (Ruggiero) – 08:08 | 1–0           |             |             | Játékvezető: Aina Høve |
| Engstrom (M. Lamoureux) (PP) – 10:47 | 2–0           |             |             | Játékvezető: Aina Høve |
| Duggan (Darwitz, Marvin) – 11:29 | 3–0           |             |             | Játékvezető: Aina Høve |
| Darwitz (Engstrom, Chesson) – 18:03 | 4–0           |             |             |                        |
| Knight (Darwitz) – 31:48 | 5–0           |             |             |                        |
| Thatcher (J. Lamoureux, Ruggiero) – 58:22 | 6–0           |             |             |                        |

Elődöntő
| 2010. február 22. 12:00 | Egyesült Államok (USA) | 9–1 (2–0, 3–1, 4–0) | Svédország (SWE) | Canada Hockey Place, Vancouver Nézőszám: 16 021 |

| Jegyzőkönyv | Jegyzőkönyv   | Jegyzőkönyv                       | Jegyzőkönyv | Jegyzőkönyv                 |
| --- | ------------- | --------------------------------- | ----------- | --------------------------- |
| | Jessie Vetter | Kapusok                           | Kim Martin  | Játékvezető: Mary Anne Gage |
| \| 07:14 – M. Lamoureux (Potter, Knight) \| 1–0 \| \| \| 08:23 – Duggan (Cahow, Stack) (PP) \| 2–0 \| \| \| 23:22 – Ruggiero (J. Lamoureux) \| 3–0 \| \| \| 25:58 – Cahow (Thatcher) \| 4–0 \| \| \| \| 4–1 \| Winberg (Jordansson) (PP) – 29:34 \| \| 33:35 – Thatcher (J. Lamoureux, Lawler) \| 5–1 \| \| \| 45:59 – M. Lamoureux (Potter, Engstrom) (PP) \| 6–1 \| \| \| 47:15 – Weiland (Lawler) \| 7–1 \| \| \| 55:20 – Stack (Chu, Engstrom) \| 8–1 \| \| \| 57:19 – M. Lamoureux (Knight) (PP) \| 9–1 \| \| |               |                                   |             | Játékvezető: Mary Anne Gage |
| 8 perc | Büntetések    | 10 perc                           |             | Játékvezető: Mary Anne Gage |
| 46 | Lövések       | 12                                |             | Játékvezető: Mary Anne Gage |
| 07:14 – M. Lamoureux (Potter, Knight) | 1–0           |                                   |             | Játékvezető: Mary Anne Gage |
| 08:23 – Duggan (Cahow, Stack) (PP) | 2–0           |                                   |             | Játékvezető: Mary Anne Gage |
| 23:22 – Ruggiero (J. Lamoureux) | 3–0           |                                   |             | Játékvezető: Mary Anne Gage |
| 25:58 – Cahow (Thatcher) | 4–0           |                                   |             |                             |
| | 4–1           | Winberg (Jordansson) (PP) – 29:34 |             |                             |
| 33:35 – Thatcher (J. Lamoureux, Lawler) | 5–1           |                                   |             |                             |
| 45:59 – M. Lamoureux (Potter, Engstrom) (PP) | 6–1           |                                   |             |                             |
| 47:15 – Weiland (Lawler) | 7–1           |                                   |             |                             |
| 55:20 – Stack (Chu, Engstrom) | 8–1           |                                   |             |                             |
| 57:19 – M. Lamoureux (Knight) (PP) | 9–1           |                                   |             |                             |

Döntő
| 2010. február 25. 15:30 | Kanada (CAN) | 2–0 (2–0, 0–0, 0–0) | Egyesült Államok (USA) | Canada Hockey Place, Vancouver Nézőszám: 16 805 |

| Jegyzőkönyv                                                                        | Jegyzőkönyv      | Jegyzőkönyv | Jegyzőkönyv   | Jegyzőkönyv            |
| ---------------------------------------------------------------------------------- | ---------------- | ----------- | ------------- | ---------------------- |
|                                                                                    | Shannon Szabados | Kapusok     | Jessie Vetter | Játékvezető: Aina Høve |
| \| Poulin (Botterill) – 13:55 \| 1–0 \| \| \| Poulin (Agosta) – 16:50 \| 2–0 \| \| |                  |             |               | Játékvezető: Aina Høve |
| 12 perc                                                                            | Büntetések       | 10 perc     |               | Játékvezető: Aina Høve |
| 18                                                                                 | Lövések          | 21          |               | Játékvezető: Aina Høve |
| Poulin (Botterill) – 13:55                                                         | 1–0              |             |               | Játékvezető: Aina Høve |
| Poulin (Agosta) – 16:50                                                            | 2–0              |             |               | Játékvezető: Aina Høve |

| Csapat                 | Helyezés |
| ---------------------- | -------- |
| Egyesült Államok (USA) |          |

## Műkorcsolya
| Versenyző                    | Versenyszám  | Rövid program | Rövid program | Kűr    | Kűr   | Összesítés | Összesítés |
| Versenyző                    | Versenyszám  | Pont          | Hely.         | Pont   | Hely. | Pont       | Helyezés   |
| ---------------------------- | ------------ | ------------- | ------------- | ------ | ----- | ---------- | ---------- |
| Jeremy Abbott                | Férfi egyéni | 69,40         | 15.           | 149,56 | 9.    | 218,96     | 9.         |
| Evan Lysacek                 | Férfi egyéni | 90,30         | 2.            | 167,37 | 1.    | 257,67     |            |
| Johnny Weir                  | Férfi egyéni | 82,10         | 6.            | 156,77 | 6.    | 238,87     | 6.         |
| Rachael Flatt                | Női egyéni   | 64,64         | 5.            | 117,85 | 8.    | 182,49     | 7.         |
| Mirai Nagasu                 | Női egyéni   | 63,76         | 6.            | 126,39 | 5.    | 190,15     | 4.         |
| Amanda Evora Mark Ladwig     | Páros        | 57,86         | 10.           | 114,06 | 10.   | 171,92     | 10.        |
| Caydee Denney Jeremy Barrett | Páros        | 53,26         | 14.           | 105,07 | 12.   | 158,33     | 13.        |

| Versenyző                  | Versenyszám | Kötelező tánc | Kötelező tánc | Eredeti (original) tánc | Eredeti (original) tánc | Kűr    | Kűr   | Összesítés | Összesítés |
| Versenyző                  | Versenyszám | Pont          | Hely.         | Pont                    | Hely.                   | Pont   | Hely. | Pont       | Helyezés   |
| -------------------------- | ----------- | ------------- | ------------- | ----------------------- | ----------------------- | ------ | ----- | ---------- | ---------- |
| Meryl Davis Charlie White  | Jégtánc     | 41,47         | 3.            | 67,08                   | 2.                      | 107,19 | 2.    | 215,74     |            |
| Tanith Belbin Ben Agosto   | Jégtánc     | 40,83         | 4.            | 62,50                   | 4.                      | 99,74  | 4.    | 203,07     | 4.         |
| Emily Samuelson Evan Bates | Jégtánc     | 31,37         | 14.           | 53,99                   | 11.                     | 88,94  | 11.   | 174,30     | 11.        |

## Rövidpályás gyorskorcsolya
Férfi
| Versenyző                                                           | Versenyszám  | Előfutam  | Előfutam | Negyeddöntő | Negyeddöntő | Elődöntő | Elődöntő | B döntő | B döntő | Döntő    | Döntő    | Helyezés |
| Versenyző                                                           | Versenyszám  | Idő       | Hely.    | Idő         | Hely.       | Idő      | Hely.    | Idő     | Hely.   | Idő      | Hely.    | Helyezés |
| ------------------------------------------------------------------- | ------------ | --------- | -------- | ----------- | ----------- | -------- | -------- | ------- | ------- | -------- | -------- | -------- |
| Apolo Anton Ohno                                                    | 500 m        | 41,665    | 1.       | 42,004      | 2.          | 41,460   | 1.       |         |         | kizárták | kizárták | 8.       |
| Apolo Anton Ohno                                                    | 1500 m       | 2:17,653  | 1.       |             |             | 2:11,072 | 2.       |         |         | 2:17,976 | 2.       |          |
| Apolo Anton Ohno                                                    | 1000 m       | 1:25,940  | 1.       | 1:25,502    | 2.          | 1:25,033 | 1.       |         |         | 1:24,128 | 3.       |          |
| Travis Jayner                                                       | 1000 m       | 1:26,8706 | 3.       | kiesett     | kiesett     | kiesett  | kiesett  | kiesett | kiesett | kiesett  | kiesett  | 23.      |
| J. R. Celski                                                        | 1000 m       | 1:25,113  | 2.       | 1:24,621    | 2.          | kizárták | kizárták | kiesett | kiesett | kiesett  | kiesett  | 8.       |
| J. R. Celski                                                        | 1500 m       | 2:12,460  | 2.       |             |             | 2:13,606 | 2.       |         |         | 2:18,053 | 3.       |          |
| Jordan Malone                                                       | 1500 m       | kizárták  | kizárták |             |             | kiesett  | kiesett  | kiesett | kiesett | kiesett  | kiesett  | kiesett  |
| Jordan Malone                                                       | 500 m        | 1:03,884  | 4.       | kiesett     | kiesett     | kiesett  | kiesett  | kiesett | kiesett | kiesett  | kiesett  | 29.      |
| Simon Cho                                                           | 500 m        | 41,726    | 2.       | 41,211      | 3.          | kiesett  | kiesett  | kiesett | kiesett | kiesett  | kiesett  | 11.      |
| Apolo Anton Ohno J. R. Celski Jordan Malone Simon Cho Travis Jayner | 5000 m váltó |           |          |             |             | 6:46,369 | 2.       |         |         | 6:44,498 | 3.       |          |

Női
| Versenyző                                                               | Versenyszám  | Előfutam | Előfutam | Negyeddöntő | Negyeddöntő | Elődöntő | Elődöntő | B döntő | B döntő | Döntő    | Döntő   | Helyezés |
| Versenyző                                                               | Versenyszám  | Idő      | Hely.    | Idő         | Hely.       | Idő      | Hely.    | Idő     | Hely.   | Idő      | Hely.   | Helyezés |
| ----------------------------------------------------------------------- | ------------ | -------- | -------- | ----------- | ----------- | -------- | -------- | ------- | ------- | -------- | ------- | -------- |
| Aly Dudek                                                               | 500 m        | 44,560   | 2.       | 44,588      | 4.          | kiesett  | kiesett  | kiesett | kiesett | kiesett  | kiesett | 13.      |
| Katherine Reutter                                                       | 500 m        | 44,187   | 1.       | 43,834      | 1.          | 44,145   | 4.       | 44,846  | 3.      |          |         | 7.       |
| Katherine Reutter                                                       | 1000 m       | 1:30,508 | 1.       | 1:29,955    | 1.          | 1:30,568 | 1.       |         |         | 1:29,324 | 2.      |          |
| Katherine Reutter                                                       | 1500 m       | 2:29,316 | 2.       |             |             | 2:37,060 | 4.       |         |         | 2:18,396 | 4.      | 4.       |
| Allison Baver                                                           | 1500 m       | 2:44,915 | 4.       |             |             | 2:25,053 | 5.       | kiesett | kiesett | kiesett  | kiesett | 15.      |
| Allison Baver                                                           | 1000 m       | kizárták | kizárták | kiesett     | kiesett     | kiesett  | kiesett  | kiesett | kiesett | kiesett  | kiesett | kiesett  |
| Kimberly Derrick                                                        | 1000 m       | 1:31,663 | 3.       | kiesett     | kiesett     | kiesett  | kiesett  | kiesett | kiesett | kiesett  | kiesett | 20.      |
| Kimberly Derrick                                                        | 1500 m       | 2:24,375 | 4.       |             |             | kiesett  | kiesett  | kiesett | kiesett | kiesett  | kiesett | 21.      |
| Allison Baver Kimberly Derrick Aly Dudek Lana Gehring Katherine Reutter | 3000 m váltó |          |          |             |             | 4:15,376 | 2.       |         |         | 4:14,081 | 3.      |          |

## Síakrobatika
Ugrás
| Versenyző       | Versenyszám | Selejtező | Selejtező | Döntő   | Döntő    |
| Versenyző       | Versenyszám | Pont      | Helyezés  | Pont    | Helyezés |
| --------------- | ----------- | --------- | --------- | ------- | -------- |
| Scotty Bahrke   | Férfi       | 168,72    | 23.       | kiesett | kiesett  |
| Matt Depeters   | Férfi       | 202,48    | 17.       | kiesett | kiesett  |
| Jeret Peterson  | Férfi       | 237,34    | 5.        | 247,21  |          |
| Ryan St. Onge   | Férfi       | 240,67    | 2.        | 239,93  | 4.       |
| Ashley Caldwell | Női         | 162,34    | 12.       | 171,10  | 10.      |
| Emily Cook      | Női         | 180,25    | 5.        | 148,92  | 11.      |
| Jana Lindsey    | Női         | 151,69    | 17.       | kiesett | kiesett  |
| Lacy Schnoor    | Női         | 169,51    | 6.        | 172,89  | 9.       |

Mogul
| Versenyző      | Versenyszám | Selejtező | Selejtező | Döntő         | Döntő         |
| Versenyző      | Versenyszám | Pont      | Helyezés  | Pont          | Helyezés      |
| -------------- | ----------- | --------- | --------- | ------------- | ------------- |
| Patrick Deneen | Férfi       | 23,97     | 10.       | nem ért célba | nem ért célba |
| Michael Morse  | Férfi       | 23,08     | 19.       | 23,38         | 15.           |
| Nate Roberts   | Férfi       | 23,22     | 16.       | nem ért célba | nem ért célba |
| Bryon Wilson   | Férfi       | 25,06     | 3.        | 26,08         |               |
| Shannon Bahrke | Női         | 24,27     | 6.        | 25,43         |               |
| Hannah Kearney | Női         | 25,96     | 1.        | 26,63         |               |
| Heather McPhie | Női         | 25,03     | 3.        | 14,52         | 18.           |
| Michelle Roark | Női         | 23,98     | 7.        | 15,90         | 17.           |

Krossz
| Versenyző     | Versenyszám | Selejtező | Selejtező | Nyolcaddöntő | Negyeddöntő | Elődöntő | Döntő   | Helyezés |
| Versenyző     | Versenyszám | Idő       | Hely.     | Nyolcaddöntő | Negyeddöntő | Elődöntő | Döntő   | Helyezés |
| ------------- | ----------- | --------- | --------- | ------------ | ----------- | -------- | ------- | -------- |
| Casey Puckett | Férfi       | 1:14,35   | 18.       | 4.           | kiesett     | kiesett  | kiesett | 23.      |
| Daron Rahlves | Férfi       | 1:14,91   | 24.       | 3.           | kiesett     | kiesett  | kiesett | 28.      |

## Sífutás
Férfi
| Versenyző                                          | Versenyszám     | Selejtező | Selejtező | Negyeddöntő | Negyeddöntő | Elődöntő | Elődöntő | Döntő         | Döntő         |
| Versenyző                                          | Versenyszám     | Idő       | Hely.     | Idő         | Hely.       | Idő      | Hely.    | Idő           | Helyezés      |
| -------------------------------------------------- | --------------- | --------- | --------- | ----------- | ----------- | -------- | -------- | ------------- | ------------- |
| Kris Freeman                                       | 30 km           |           |           |             |             |          |          | 1:23:02,6     | 45.           |
| Kris Freeman                                       | 50 km           |           |           |             |             |          |          | nem ért célba | nem ért célba |
| Kris Freeman                                       | 15 km           |           |           |             |             |          |          | 36:41,6       | 59.           |
| Simi Hamilton                                      | 15 km           |           |           |             |             |          |          | 37:30,5       | 64.           |
| Simi Hamilton                                      | Sprint          | 3:41,53   | 29.       | 3:43,4      | 6.          | kiesett  | kiesett  | kiesett       | 29.           |
| Torin Koos                                         | Sprint          | 3:42,72   | 36.       | kiesett     | kiesett     | kiesett  | kiesett  | kiesett       | 36.           |
| Andy Newell                                        | Sprint          | 3:46,77   | 45.       | kiesett     | kiesett     | kiesett  | kiesett  | kiesett       | 45.           |
| Garrott Kuzzy                                      | Sprint          | 3:47,46   | 47.       | kiesett     | kiesett     | kiesett  | kiesett  | kiesett       | 47.           |
| Garrott Kuzzy                                      | 15 km           |           |           |             |             |          |          | 36:41,5       | 58.           |
| James Southam                                      | 15 km           |           |           |             |             |          |          | 35:58,2       | 48.           |
| James Southam                                      | 30 km           |           |           |             |             |          |          | 1:20:46,2     | 34.           |
| James Southam                                      | 50 km           |           |           |             |             |          |          | 2:10:08,3     | 28.           |
| Torin Koos Andy Newell                             | Csapatsprint    | 18:43,7   | 4. D      |             |             |          |          | 19:21,6       | 9.            |
| Andy Newell Torin Koos Garrott Kuzzy Simi Hamilton | 4 × 10 km váltó |           |           |             |             |          |          | 1:51:27,7     | 13.           |

Női
| Versenyző                                                   | Versenyszám    | Selejtező | Selejtező | Negyeddöntő | Negyeddöntő | Elődöntő | Elődöntő | Döntő         | Döntő         |
| Versenyző                                                   | Versenyszám    | Idő       | Hely.     | Idő         | Hely.       | Idő      | Hely.    | Idő           | Helyezés      |
| ----------------------------------------------------------- | -------------- | --------- | --------- | ----------- | ----------- | -------- | -------- | ------------- | ------------- |
| Morgan Arritola                                             | 10 km          |           |           |             |             |          |          | 27:04,4       | 34.           |
| Morgan Arritola                                             | 15 km          |           |           |             |             |          |          | 43:25,9       | 37.           |
| Morgan Arritola                                             | 30 km          |           |           |             |             |          |          | nem ért célba | nem ért célba |
| Kikkan Randall                                              | 30 km          |           |           |             |             |          |          | 1:34:59,0     | 23.           |
| Kikkan Randall                                              | Sprint         | 3:44,97   | 10.       | 3:39,4      | 3.          | 3:45,9   | 4.       | kiesett       | 8.            |
| Holly Brooks                                                | Sprint         | 3:52,51   | 38.       | kiesett     | kiesett     | kiesett  | kiesett  | kiesett       | 38.           |
| Holly Brooks                                                | 15 km          |           |           |             |             |          |          | 45:38,8       | 55.           |
| Holly Brooks                                                | 30 km          |           |           |             |             |          |          | 1:38:14,5     | 35.           |
| Holly Brooks                                                | 10 km          |           |           |             |             |          |          | 27:17,6       | 41.           |
| Caitlin Compton                                             | 10 km          |           |           |             |             |          |          | 26:49,1       | 30.           |
| Caitlin Compton                                             | 15 km          |           |           |             |             |          |          | 44:23,3       | 42.           |
| Liz Stephen                                                 | 15 km          |           |           |             |             |          |          | 45:53,8       | 57.           |
| Liz Stephen                                                 | 10 km          |           |           |             |             |          |          | 27:41,1       | 49.           |
| Caitlin Compton Kikkan Randall                              | Csapatsprint   | 18:48,9   | 3. D      |             |             |          |          | 18:51,6       | 6.            |
| Kikkan Randall Holly Brooks Morgan Arritola Caitlin Compton | 4 × 5 km váltó |           |           |             |             |          |          | 58:57,5       | 11.           |

## Síugrás
| Versenyző                                                    | Versenyszám | Selejtező | Selejtező | 1. ugrás | 1. ugrás | 2. ugrás | 2. ugrás | Összesítés | Összesítés |
| Versenyző                                                    | Versenyszám | Pont      | Hely.     | Pont     | Hely.    | Pont     | Hely.    | Pont       | Helyezés   |
| ------------------------------------------------------------ | ----------- | --------- | --------- | -------- | -------- | -------- | -------- | ---------- | ---------- |
| Nick Alexander                                               | Normálsánc  | 113,0     | 35.*      | 106,5    | 41.*     | kiesett  | kiesett  | kiesett    | kiesett    |
| Nick Alexander                                               | Nagysánc    | 116,5     | 28.       | 79,2     | 40.      | kiesett  | kiesett  | kiesett    | kiesett    |
| Peter Frenette                                               | Nagysánc    | 113,8     | 30.       | 90,6     | 32.      | kiesett  | kiesett  | kiesett    | kiesett    |
| Peter Frenette                                               | Normálsánc  | 115,0     | 30.       | 106,5    | 41.*     | kiesett  | kiesett  | kiesett    | kiesett    |
| Anders Johnson                                               | Normálsánc  | 108,5     | 40.*      | 92,5     | 49.      | kiesett  | kiesett  | kiesett    | kiesett    |
| Anders Johnson                                               | Nagysánc    | 95,6      | 42.       | kiesett  | kiesett  | kiesett  | kiesett  | kiesett    | kiesett    |
| Anders Johnson Peter Frenette Taylor Fletcher Nick Alexander | Csapat      |           |           | 340,0    | 11.      | kiesett  | kiesett  | kiesett    | kiesett    |

* - egy másik versenyzővel azonos eredményt ért el

## Snowboard
Halfpipe
| Versenyző        | Versenyszám | Selejtező  | Selejtező  | Selejtező | Elődöntő   | Elődöntő   | Elődöntő | Döntő      | Döntő      | Helyezés |
| Versenyző        | Versenyszám | 1. forduló | 2. forduló | Hely.     | 1. forduló | 2. forduló | Hely.    | 1. forduló | 2. forduló | Helyezés |
| ---------------- | ----------- | ---------- | ---------- | --------- | ---------- | ---------- | -------- | ---------- | ---------- | -------- |
| Greg Bretz       | Férfi       | 36,2       | 41,3       | 4.        | 42,1       | 38,0       | 2.       | 18,3       | 13,0       | 12.      |
| Scotty Lago      | Férfi       | 39,0       | 28,4       | 6.        | 41,3       | 16,2       | 3.       | 42,8       | 17,5       |          |
| Louie Vito       | Férfi       | 26,1       | 41,8       | 3. D      |            |            |          | 39,1       | 39,4       | 5.       |
| Shaun White      | Férfi       | 45,8       | 10,8       | 1. D      |            |            |          | 46,8       | 48,4       |          |
| Gretchen Bleiler | Női         | 36,6       | 40,2       | 5. D      |            |            |          | 11,0       | 14,7       | 11.      |
| Kelly Clark      | Női         | 45,4       | 13,6       | 2. D      |            |            |          | 25,6       | 42,2       |          |
| Elena Hight      | Női         | 35,7       | 37,9       | 8.        | 37,1       | 10,8       | 4.       | 24,6       | 16,0       | 10.      |
| Hannah Teter     | Női         | 39,7       | 42,7       | 4. D      |            |            |          | 42,4       | 39,2       |          |

Parallel giant slalom
| Versenyző        | Versenyszám | Selejtező | Selejtező | Nyolcaddöntő                        | Negyeddöntő                            | Elődöntő                               | Döntő                                             | Helyezés |
| Versenyző        | Versenyszám | Idő       | Hely.     | Ellenfél Eredmény                   | Ellenfél Eredmény                      | Ellenfél Eredmény                      | Ellenfél Eredmény                                 | Helyezés |
| ---------------- | ----------- | --------- | --------- | ----------------------------------- | -------------------------------------- | -------------------------------------- | ------------------------------------------------- | -------- |
| Tyler Jewell     | Férfi       | 1:17,85   | 7.        | Jasey-Jay Anderson (CAN) · +1,18    | kiesett                                | kiesett                                | kiesett                                           | 13.      |
| Chris Klug       | Férfi       | 1:18,84   | 16.       | Andreas Prommegger (AUT) · kizárták | Mathieu Bozzetto (FRA) · nem ért célba | 5–8. helyért · Žan Košir (SLO) · +1,71 | 7. helyért · Rok Flander (SLO) · nem állt rajthoz | 7.       |
| Michelle Gorgone | Női         | 1:24,63   | 13.       | Jekatyerina Iljuhina (RUS) · +0,21  | kiesett                                | kiesett                                | kiesett                                           | 14.      |

Snowboard cross
| Versenyző               | Versenyszám | Selejtező | Selejtező | Nyolcaddöntő | Negyeddöntő | Elődöntő | Döntő       | Helyezés |
| Versenyző               | Versenyszám | Idő       | Hely.     | Helyezés     | Helyezés    | Helyezés | Helyezés    | Helyezés |
| ----------------------- | ----------- | --------- | --------- | ------------ | ----------- | -------- | ----------- | -------- |
| Nick Baumgartner        | Férfi       | 1:21,70   | 13.       | 4.           | kiesett     | kiesett  | kiesett     | 20.      |
| Nate Holland            | Férfi       | 1:21,78   | 15.       | 1.           | 2.          | 1.       | 4.          | 4.       |
| Graham Watanabe         | Férfi       | 1:20,53   | 2.        | 3.           | kiesett     | kiesett  | kiesett     | 18.      |
| Seth Wescott            | Férfi       | 1:22,87   | 17.       | 1.           | 1.          | 2.       | 1.          |          |
| Callan Chythlook-Sifsof | Női         | 1:59,04   | 21.       |              | kiesett     | kiesett  | kiesett     | 21.      |
| Faye Gulini             | Női         | 1:30,75   | 12.       |              | 3.          | kiesett  | kiesett     | 12.      |
| Lindsey Jacobellis      | Női         | 1:25,41   | 2.        |              | 1.          | 4.       | Kisdöntő 1. | 5.       |

## Szánkó
| Versenyző                   | Versenyszám | 1. futam | 1. futam | 2. futam | 2. futam | 3. futam | 3. futam | 4. futam | 4. futam | Összesítés | Összesítés |
| Versenyző                   | Versenyszám | Idő      | Hely.    | Idő      | Hely.    | Idő      | Hely.    | Idő      | Hely.    | Idő        | Helyezés   |
| --------------------------- | ----------- | -------- | -------- | -------- | -------- | -------- | -------- | -------- | -------- | ---------- | ---------- |
| Tony Benshoof               | Férfi egyes | 48,657   | 7.       | 48,747   | 7.       | 49,010   | 8.       | 48,714   | 11.      | 3:15,128   | 8.         |
| Chris Mazdzer               | Férfi egyes | 48,811   | 12.      | 48,963   | 16.      | 49,223   | 13.      | 48,816   | 17.      | 3:15,813   | 13.        |
| Bengt Walden                | Férfi egyes | 49,002   | 20.      | 48,865   | 14.      | 49,323   | 19.      | 48,794   | 15.      | 3:15,984   | 15.        |
| Julia Clukey                | Női egyes   | 42,059   | 15.      | 42,075   | 15.      | 42,472   | 16.      | 42,754   | 25.      | 2:49,360   | 17.        |
| Erin Hamlin                 | Női egyes   | 41,835   | 8.       | 42,219   | 20.      | 42,792   | 24.      | 42,262   | 16.      | 2:49,108   | 16.        |
| Megan Sweeney               | Női egyes   | 42,450   | 22.      | 42,690   | 27.      | 42,625   | 22.      | 42,450   | 20.      | 2:50,215   | 22.        |
| Christian Niccum Dan Joye   | Kettes      | 41,602   | 6.       | 41,689   | 6.       |          |          |          |          | 1:23,291   | 6.         |
| Mark Grimmette Brian Martin | Kettes      | 41,821   | 11.      | 42,184   | 16.      |          |          |          |          | 1:24,005   | 13.        |

## Szkeleton
| Versenyző         | Versenyszám | 1. futam | 1. futam | 2. futam | 2. futam | 3. futam | 3. futam | 4. futam | 4. futam | Összesítés | Összesítés |
| Versenyző         | Versenyszám | Idő      | Hely.    | Idő      | Hely.    | Idő      | Hely.    | Idő      | Hely.    | Idő        | Helyezés   |
| ----------------- | ----------- | -------- | -------- | -------- | -------- | -------- | -------- | -------- | -------- | ---------- | ---------- |
| Eric Bernotas     | Férfi       | 53,23    | 14.      | 53,55    | 15.      | 53,33    | 17.      | 53,16    | 13.      | 3:33,27    | 14.        |
| John Daly         | Férfi       | 54,08    | 21.      | 53,65    | 16.      | 53,23    | 15.      | 53,05    | 12.      | 3:34,01    | 17.        |
| Zach Lund         | Férfi       | 53,04    | 10.      | 52,85    | 3.       | 52,57    | 5.       | 52,81    | 8.       | 3:31,27    | 5.         |
| Noelle Pikus-Pace | Női         | 54,30    | 7.       | 54,21    | 4.*      | 53,88    | 3.*      | 54,07    | 6.       | 3:36,46    | 4.         |
| Katie Uhlaender   | Női         | 54,51    | 8.       | 54,53    | 9.*      | 54,54    | 11.*     | 54,35    | 9.       | 3:37,93    | 11.        |

* - egy másik versenyzővel azonos időt ért el